# 萌學園角色列表
《萌學園》系列角色，包括《萌學園之萌騎士傳奇》、《萌學園2聖戰再起》、《萌學園3魔法號令》、《萌學園4時空戰役》、《萌學園5異界對決》、《萌學園6復活之戰》等故事角色。
※登場集數是由第一季~第六季的總和。

## 人物總覽

### 萌騎士團
依照出場季數以及劇情推進所排列。
| 演员         | 角色          | 角色             | 以年代史發展之登场季数 | 以年代史發展之登场季数 | 以年代史發展之登场季数 | 以年代史發展之登场季数 | 以年代史發展之登场季数 | 以年代史發展之登场季数 | 以年代史發展之登场季数 |
| 演員         | 名稱          | 身份             | 1                      | 2                      | 3                      | 4                      | 5                      | 6                      | 電影                   |
| ------------ | ------------- | ---------------- | ---------------------- | ---------------------- | ---------------------- | ---------------------- | ---------------------- | ---------------------- | ---------------------- |
| 李昂霖       | 艾瑞克·坎貝爾 | 幻之星           | 主演                   | 主演                   | 主演                   | 主演                   | 主演                   | 主演                   | 主演                   |
| 林奕勳       | 謎亞星·斯坦   | 智之星           | 主演                   | 主演                   | 主演                   | 主演                   | 主演                   | 主演                   | 主演                   |
| 曾子余 阿 本 | 藍寶          | 十之星           | 主演                   | 主演                   | 提及                   | Does not appear        | 提及                   | 提及                   | Does not appear        |
| 林曜晟       | 烈焱堅尼      | 炎之星           | 主演                   | 主演                   | 聲演                   | Does not appear        | Does not appear        | Does not appear        | Does not appear        |
| 蔡芷紜       | 烏克娜娜      | 月之星           | 主演                   | 主演                   | 主演                   | 提及                   | 提及                   | Does not appear        | Does not appear        |
| 五 熊        | 烏拉拉        | 奈亞公主         | 主演                   | 客演                   | 提及                   | 提及                   | Does not appear        | Does not appear        | Does not appear        |
| 阿 本        | 歐趴          | 十之星（繼任）   | Does not appear        | Does not appear        | 主演                   | 主演                   | 主演                   | 主演                   | 主演                   |
| 劉書宏       | 爓王          | 炎之星（繼任）   | Does not appear        | Does not appear        | 主演                   | 主演                   | 主演                   | 主演                   | 主演                   |
| 魏 胖        | 哈利波波      | 智之星（暫任）   | Does not appear        | Does not appear        | 主演                   | 客演                   | Does not appear        | Does not appear        | Does not appear        |
| 傅小芸       | 艾格妮絲·賀普 | 月之星（繼任）   | Does not appear        | Does not appear        | Does not appear        | 主演                   | 提及                   | Does not appear        | Does not appear        |
| 夏宇童       | 帝蒂娜        | 奈亞公主（繼任） | Does not appear        | Does not appear        | Does not appear        | 主演                   | 主演                   | 客演                   | Does not appear        |
| 愷 樂        | 小芙蝶        | 蜜諾娃使者       | 客演                   | Does not appear        | 主演                   | 主演                   | 主演                   | 提及                   | Does not appear        |
| 彩 虹        | 潼恩          | 月之星（繼任）   | Does not appear        | 主演                   | 主演                   | 主演                   |                        |                        |                        |

### 常設角色
依照橫跨兩季以上出場季數，重要程度以及劇情推進所排列。
| 演员                          | 角色                                     | 角色                                   | 以年代史發展之登场季数 | 以年代史發展之登场季数 | 以年代史發展之登场季数 | 以年代史發展之登场季数 | 以年代史發展之登场季数 | 以年代史發展之登场季数 | 以年代史發展之登场季数 |
| 演員                          | 名稱                                     | 身份                                   | 1                      | 2                      | 3                      | 4                      | 5                      | 6                      | 電影                   |
| ----------------------------- | ---------------------------------------- | -------------------------------------- | ---------------------- | ---------------------- | ---------------------- | ---------------------- | ---------------------- | ---------------------- | ---------------------- |
| 夏靖庭                        | 帕滑落地                                 | 主任                                   | 主演                   | 主演                   | 主演                   | 主演                   | 主演                   | 主演                   | 主演                   |
| 顏嘉樂                        | 大甜甜                                   | 護理長（第一~三季）、老師（第四~六季   | 主演                   | 主演                   | 主演                   | 主演                   | 主演                   | 主演                   | 主演                   |
| 勾峰                          | 肯荳姬                                   | 校長（第一~三季）、大長老（第四~六季） | 提及                   | 主演                   | 主演                   | 主演                   | Does not appear        | Does not appear        | 主演                   |
| 孫歆艾                        | Dr.維多莉亞                              | 導師                                   | 主演                   | 主演                   | 主演                   | 主演                   | 主演                   | Does not appear        | Does not appear        |
| 乾德門                        | 錢進                                     | 導師                                   | 常設                   | 常設                   | 常設                   | 常設                   | Does not appear        | Does not appear        | Does not appear        |
| 文雨非                        | 飄啊飄                                   | 學生                                   | 常設                   | 常設                   | 常設                   | Does not appear        | Does not appear        | Does not appear        | Does not appear        |
| 黃安瑜                        | 蕊蕊                                     | 學生                                   | 常設                   | 常設                   | 常設                   | Does not appear        | Does not appear        | Does not appear        | Does not appear        |
| 李岳                          | 拳霸（第一季） 老兵大軍（第五、六季）    | 臥底、長老會老兵                       | 客演                   | Does not appear        | Does not appear        | Does not appear        | 主演                   | 主演                   | Does not appear        |
| 香蕉哥哥                      | 猴塞雷                                   | 精靈防衛隊隊長                         | 客演                   | Does not appear        | Does not appear        | 主演                   | 主演                   | 主演                   | 主演                   |
| 張善為                        | 熇炎                                     | 導師、炎之星（前任）                   | Does not appear        | 主演                   | 主演                   | 客演                   | Does not appear        | Does not appear        | Does not appear        |
| 草莓姐姐                      | Dr.宜靜                                  | 醫生                                   | Does not appear        | 客演                   | Does not appear        | Does not appear        | Does not appear        | 主演                   | Does not appear        |
| 五 熊                         | 木蘭花花                                 | 學生                                   | Does not appear        | Does not appear        | 主演                   | 提及                   | Does not appear        | Does not appear        | Does not appear        |
| 張君明                        | 芭瑞絲                                   | 學生                                   | Does not appear        | Does not appear        | 常設                   | 常設                   | 客演                   | Does not appear        | Does not appear        |
| 楊佩潔                        | 泰咪                                     | 學生                                   | Does not appear        | Does not appear        | Does not appear        | 常設                   | 提及                   | Does not appear        | 客演                   |
| 吳沛寧                        | 茱莉葉                                   | 學生                                   | Does not appear        | Does not appear        | Does not appear        | 常設                   | 常設                   | Does not appear        | 客演                   |
| 吳俊諺                        | 帝蒂卡                                   | 學生                                   | Does not appear        | Does not appear        | Does not appear        | 主演                   | 主演                   | Does not appear        | Does not appear        |
| 魏暉倪                        | 陶喜兒                                   | 學生                                   | Does not appear        | Does not appear        | Does not appear        | Does not appear        | 主演                   | 主演                   | 客演                   |
| 李宗霖                        | 雷普／闇黑將軍                           | 學生/臥底                              | Does not appear        | Does not appear        | Does not appear        | Does not appear        | Does not appear        | 主演                   | Does not appear        |
| 萱野可芳                      | 諾蓓兒                                   | 學生                                   | Does not appear        | Does not appear        | Does not appear        | Does not appear        | Does not appear        | 主演                   | Does not appear        |
| 林昀希                        | 狄蜜莉                                   | 學生                                   | Does not appear        | Does not appear        | Does not appear        | Does not appear        | Does not appear        | 客演                   | 主演                   |
| 吳政迪                        | 甲上星                                   | 精靈防衛隊隊員                         | Does not appear        | Does not appear        | Does not appear        | 主演                   | 主演                   | Does not appear        | 客演                   |
| 李博翔                        | 傑西                                     | 清潔溜溜公司清潔員                     | Does not appear        | Does not appear        | Does not appear        | Does not appear        | 主演                   | 主演                   | Does not appear        |
| 賈培德（聲演） 黃仲崑（人形） | 闇黑大帝                                 | 闇黑族最高領袖                         | 主演                   | 主演                   | 主演                   | 主演                   | 提及                   | 主演                   | Does not appear        |
| 楊琪                          | 陰森女公爵（第四季）、陰森女王（第五季） | 闇黑族領袖、輪迴血石型體               | Does not appear        | Does not appear        | Does not appear        | 主演                   | 主演                   | Does not appear        | Does not appear        |

## 夸克族

### 萌騎士團
| 演員                              | 角色名稱 | 稱號                       | 人物介紹 | 登場集數                                                                                |
| 李昂霖                            | 艾瑞克   | 幻之星                     | 17岁（第一季）、19岁（第三季）、20歲（第六季） - 天秤座A型 - 中等部高级魔法士（第一～第二季）、高等部中级魔法士（第三季至今） - 魔法：魔法瞳术 开 不动如山进入魔幻世界／反向世界、幻眼激光、凝极幻形、地听术。回返咒（正翻反轉，左旋右旋，幻之心，回退）。咒語：（魔法同源黑夸相应暗黑灵石五星合力淨化）咒語：（五星合体圣剑无敌日照大地圣晖无垠） 坎贝尔家族霍森的独生子，個性成熟穩重，總是溫和有禮的笑容，是許多女同學心目中愛慕的對象。 和烏克娜娜（前任月之星）曾為情侶，曾多次擔任萌學園學生會長。和小芙蝶是青梅竹马。 口头禅：「……是用钱买不到的。」 第一季 - 與堅尼找毒籐蔓果實醫治烏克娜娜。 - 被反噬鏡照到後暫失明,在堅尼和謎亞星從鏡中世界帶回雙眼才獲救。 第二季 - 在烏克娜娜受困於夢中並失憶時，經Dr.維多利亞改造的電話亭的幫助下，與肯荳姬校長成功進入並帶她離開。 第三季 - 與謎亞星說出烏克娜娜有暗黑的基因後被拘禁，一度喝了小芙蝶給的飲料（忘光光藥水）而失憶，後來喝了"全記得藥水"而恢復之前的記憶，但失憶後發生的事情全忘了 - 謎亞星失蹤後複任智之星，並在結局時與其他萌騎士協助歐斯‧蓋達封印地下水道入口 第四季 - 對烏克娜娜的消失感到傷心，衝動的曾一度想闖進反噬鏡，不料竟然壞了，之後與謎亞星和哈利波波誤闖反噬鏡, 圖騰變紅, 由索利族治好 - 因讓歐趴獨自找闇黑大帝, 被罰除下隊長和學生會會長職位，後因闇黑相關事件而暫代隊長 - 第80集被蜜諾娃的水晶認定是和蜜諾娃取出索雷伊聖劍的夥伴，在時空裂縫深處與聖劍合一後，朝宇宙深處前進。 第五季 - 隨隕石降落萌學園，因古拉克膠囊而魔法失控和駛卷使剩5%，身體多了一股索雷伊聖劍賦予的能量令他完全不怕冷。 - 因瞳術反彈而認為自己是肯荳姬，點了特製眼藥水後恢復。胸口出現紅腫，經大甜甜老師治療後暫緩傷勢。 - 能量穩定後圖騰莫名消失 - 因帝蒂娜下落不明及其他事件與謎亞星有點分裂， 參選學生會長輸給焰王而又受到辐能感染而有離開的念頭 - 遭到輻能五級感染,被歐趴和達諾長老治好後恢復。 - 105集時把蜜諾娃帶至夸特諾。 - 109集用幻術封鎖清潔溜溜公司門口 - 被陰森女王下枯葉印記，112集被潼恩用月之星駛卷使解除。 - 115集時與羅博高、謎亞星和潼恩前往飄渺空間搭救爓王等人。 - 118集去萌學園救同學被丟進反噬鏡。119集聚集眾人能量從鏡中世界出來並恢復圖騰。 - 與其他四星合力恢復索雷伊聖劍和預言書。 - 最後與其他四星合力淨化陰森女王，正式卸任後獲得長老會榮譽勛章。 第六季 - 喜欢烏克娜娜。曾經因為烏克娜娜的消失悲痛欲絕，希望有一天烏克娜娜出現。 - 認為十之星歐趴有問題。 - 第123集和潼恩在保健室找到神奇的音樂盒 (卜快的發明)。 - 第127集得知爓王要去夸特諾，並且懷疑Dr.宜靜可能有問題。 - 第128集送還寄給謎亞星的留影盒給諾蓓兒。 - 第128集得知諾蓓兒與謎亞星是兄妹。 - 第129集想和謎亞星去地球支援歐趴。 - 第130集與猴塞雷到地球尋找歐趴的下落，任務進行到一半時被帕主任先叫回來。 - 第130集以為是猴塞雷回來了沒想到居然是歐趴 (實為阿諾)。 - 第130集與謎亞星找帕主任要借天誅鬼手救陶喜兒。 - 第130集陶格長老和他們說，陶喜兒出事是因為闇黑魔法。 - 第131集使用隊長戒指探測十之星的能量，並沒發現十之星有問題。 - 第131集知道卜快老師與傑西在找復活石，萌騎士目前正在監視卜快老師與傑西。 - 第134集與謎亞星在進行一個秘密的計畫。 - 第134集攻击闇黑气息，感觉自己的魔法能力增强，被复活石吸收能量。 - 第137集與爓王發現魔幻空間。 - 第137集得知假歐趴的身分，並要試著攻擊阿諾。 - 第16集救出被困在水晶球裡的歐趴。 - 萌騎士與帕主任等人認為潼恩被抓走和雷普有關。 - 第141集被闇黑大帝（闇黑武士）攻擊。 - 第141集與奈亞公主打敗闇黑大帝的一戰成功的守護了萌學園，成功阻止闇黑大帝的復活，使萌學園得到了和平。 | 1-10.12-13.17-23.25-30.33-36.38-43.45-46.48-88.90-109.111-125.127-134.137-141           |
| 林奕勳                            | 謎亞星   | 智之星                     | 17岁（第一季）、19岁（第三季） - 射手座O型 - 中等部：中级超能力系魔法士（写真书记载）、高等部中级魔法士 - 魔法：魔法读心术（天知道地知道，你不知道我知道）、无心术、回返咒（正翻反轉，左旋右旋，智之心，回退）、真心术。咒語：（魔法同源黑夸相应暗黑灵不五星合力）咒語：（五合体圣剑无敌日照大地圣晖无疑）。 全名「謎亞星·斯坦」，斯坦家族的成員，诺蓓儿的哥哥，最好的朋友是艾瑞克，女朋友是奈亞公主帝蒂娜。 思慮清晰，擅長推理邏輯的男子，黑框眼鏡是他的招牌造型，性格中有孩子氣及調皮的一面，偶爾會把同學捉弄得哭笑不得。平常不時就會耍帥；最喜歡玩電子遊戲，但礙於電器用品會破壞結界，因此時常「研發」遊戲，然後找人試驗,不過被試驗者通常到最後都沒什麼好下場。 口头禅：「这……是秘密」。 第一季 - 使藍寶被遊戲裡的拳擊手打傷 第二季 - 使類固醇因機器失控而手受傷 - 被毒蜘蛛咬到後在睡覺時無意識攻擊他人，幸好Dr.維多利亞及時發現並將解決方法告訴他人才解除 第三季 - 從艾瑞克口中得知烏克娜娜有暗黑的基因後被拘禁 - 艾瑞克失憶後代任隊長 - 為了使隊友重新服從而查詢闇黑檔案X，被抹黑後殞落及失蹤 - 在闇黑臥底集體行動後再次出現 圖騰變成紅色 第四季 - 喜歡帝蒂娜 - 捨命救奈亞公主而中強力枯萎術死亡，復活後再次成為智之星。 - 在時空裂縫深處與聖劍合一，朝宇宙深處前進。 第五季 - 隨隕石降落夸特諾基地，不知為何魔法反轉（使別人知道自己想法） - 身體多了一股索雷伊聖劍賦予的能量 - 能量穩定後和爓王和歐趴回到萌學園，後來圖騰莫名消失 - 覺得對不起蒂帝卡所以一直配合他以彌補他失去妹妹的痛苦,也因此與艾瑞克的友情出現裂痕 - 遭到輻能五級感染,被毆趴和達諾長老治好後恢復。 - 和羅博高、爓王搭救被黑魔王抓走的人質。107集和帝帝卡掉入飄渺空間，最後恢復圖騰回到萌學園。 - 115集時與羅博高、謎亞星和潼恩前往飄渺空間搭救爓王等人。 - 獨自前往陰森皇宮被陰森女王發現並被下枯葉印記，能量被取出並被丟進反噬鏡，最後突破鏡中世界出來（已回收能量）。 - 與其他四星合力恢復索雷伊聖劍和預言書。 - 最後與其他四星合力淨化陰森女王，正式卸任後獲得長老會榮譽勛章。 第六季 - 第122集收到一個不知誰送的留影盒，發送地點在乾巴巴星球。 - 第126集懷疑Dr.宜靜跟闇黑族還有关系。 - 第127集發現諾蓓兒在找黑手套(天誅鬼手)，並且懷疑諾蓓兒和闇黑族有關。 - 第128集因帕主任已知道天誅鬼手的事情，因此被處罰與諾蓓兒、宜靜寫悔過書。 - 第129集想和艾瑞克去地球支援歐趴。 - 第130集以為是猴塞雷回來了沒想到居然是歐趴 (實為阿諾)。 - 第130集與艾瑞克找帕主任要借天誅鬼手救陶喜兒。 - 第130集陶格長老和他們說，陶喜兒出事是因為闇黑魔法。 - 第131集請艾瑞克使用隊長戒指探測十之星的能量，並沒發現有問題。 - 第131集知道卜快老師與傑西在找復活石，因此監視兩人。 - 第131集在圖書館與假歐趴 (阿諾)感覺有人躲在那邊。 - 第134集與艾瑞克在進行一個秘密的計畫。 - 第135集撿到阿諾給諾蓓兒的雷绳並使用讀心術。被复活石吸收能量图腾显现。知道了诺蓓儿的部分秘密。与她靠近时候被吸收能量 (已經產生逆轉能量)。 - 第136集想到復活石為何會出現三道光芒。 - 第137集得知假歐趴的身分，並要試著攻擊阿諾。 - 第137集與諾蓓兒相認。 - 第137集被阿諾攻擊導致身體虛弱，需要大量的休息。 - 第139集甦醒。 - 第140集與猴塞雷、爓王闖進地下水道去救潼恩，結果被毒藤蔓纏住。（實為帕主任、大甜甜老師、猴塞雷） - 第140集諾蓓兒留個紙條給謎亞星。 - 第141集被闇黑大帝（闇黑武士）攻擊。 - 第141集與奈亞公主打敗闇黑大帝的一戰成功的守護了萌學園，成功阻止闇黑大帝的復活，使得萌學園得到了和平。 - 第141集被帝蒂娜與諾蓓兒整。                                                                                                | 1.3-13.17-21.25-26.28.30.32-35.38-42.51-109.111-137.139-141                             |
| 蔡芷紜                            | 烏克娜娜 | 前任月之星(已消失下落不明) | 17岁（第一季）、18岁（第二季） - 白羊座O型 - 中等部：中级自然系魔法士（写真书记载） - 魔法：急冻——冰风暴、终极冰风暴、冰冻术、无敌冰冻术、极冰之刃。 闇黑族與夸克族的混血兒，烏拉拉的姐姐，肯豆基的孙女，和艾瑞克是情侶；由於觸碰到人及物體會立刻冰凍，所以長期佩帶手套。5歲就被肯豆基接到學校來生活，在明白自己的使命是為了保護最重要的家人後，不惜而有著堅強地性格。有點高傲的她行為舉止獨立，理智對待事情，但關於家人和艾瑞克的事情除外。 是學校的資優生，學習成績出眾，獲得無數學園的大小獎章，但是她並非天資聰穎，而是靠後天的努力才有這樣的成績。名字的由來是樂器烏克麗麗。 口头禅：「你不冷吗？」 第一季 - 五歲入學到交換血液期間幫妹妹代任奈亞公主 - 告訴在地下水道找項鍊的堅尼再不走就會違反校規，離開時被毒籐蔓刺到 - 與妹妹交換血液後成為月之星 第二季 - 跟無間蛋許願想見到已死去的妺妺而受困於夢中，因此失去部分記憶，之後經D.r維多利亞改造的電話亭的幫助下，肯荳姬校長和艾瑞克成功進入夢中並帶她離開。 - 從爺爺口中得知自己繼承闇黑族的基因。 - 身上有冥月頑石（第十三集被Dr.維多利亞偷走） 第三季 - 失去冥月頑石後夢到與闇黑有關的事，接著以艾瑞克和謎亞星為交換條件被歐斯長老拘禁 - 闇黑基因在十之星誕生後發作，歐趴和桂恭仔接力發功後消失 - 結局時與其他的萌騎士協助歐斯‧蓋達封印地下水道入口 第四季 - 因海地司進入反噬鏡使月亮變紅，受到連帶影響而以不明原因消失 留下手套。 - 僅在對話提及和回憶中出現 第五季 - 被艾瑞克和謎亞星提起 第六季 - 在謎亞星中的回憶中出現 | 1-10.12-14.17.19-23.25-30.33-36.38-43.45-53.60(回憶).64(回憶).126(回憶)                 |
| 五熊                              | 烏拉拉   | 前任奈亞公主(已犧牲)       | 16岁 生日：7月7号 巨蟹座O型 - 中等部：初级动物系魔法士 - 魔法：召唤守护熊（熊熊出没） 乌克娜娜的妹妹，继承了夸克族血脉。是一位個性天真善良、浪漫、活潑又可愛的少女。一個人獨自前往萌學園尋找親姐姐烏克娜娜，並想要成為姐姐的助力。在認識堅尼和藍寶之後，對兩人很有親切感，因為兩人如親兄弟般的感情使她嚮往能夠和姐姐重逢，在瞭解了姐姐的責任和壓力後，就一心想成為保護姐姐的力量。 - 「熊熊出沒，注意！」的能力能夠召喚出台灣黑熊、無尾熊、貓熊、「熊熊忘記！」、北極熊。 第一季 - 為了與姐姐重逢而入學。 - 被拳霸以口琴控制攻擊他人。 - 最後與闇黑大帝對決而犧牲，化成永恒不变的宝石。 第二季 - 於烏克娜娜的幻想世界出現。 第五季 - 其結晶體與其他奈亞公主的結晶體一同被擺放在某間密室。 | 4-6.8-10.12-13.22-23.88(結晶體).96(結晶體)                                              |
| 博焱                              | 烈焱堅尼 | 前任炎之星                 | 狮子座O型 17岁（第一季） - 中等部：见习自然系魔法士 - 魔法：魔火烈焰 上（万得火）、手指蜡烛。 個性火爆、急躁，然而人熱心、正直、重義氣、愛朋友的少年，小時候無法控制自己的魔法能力，經常因被觸怒、生氣而讓修道院附近的鄰居們飽受祝融之苦，而院長修女卻保護着堅尼，最終因再次釀成火災選擇離去，導致他從小沒有朋友，也因而成為堅尼心裏的陰影。 離開孤兒院後四處流浪，第一個交的好朋友就是藍寶，因為跟藍寶在一起的時候是最能夠感到平靜的，不管是憤怒還是悲傷的情緒都會不見，所以他認為藍寶是他最要好的朋友。 口头禅：「我火大了！」 第一季 - 因看到招生廣告內的莉卡而心動，決定入學。 - 進入地下水道幫烏克娜娜找項鍊。 - 與謎亞星進入反噬鏡，在時間快到時把他推出後因為自己停留在反噬鏡中而得到成為萌騎士的資格（只有底圖—黑色的一塊），出來以後由臉書發射光線後正式成為炎之星 - 名字取自跑車品牌藍寶堅尼 第二季 - 因攻擊宜靜，加上想法太過剛愎自用而殞落，在熇炎的幫助下通過"反省"的考驗才再度歸位。 第三季 - 藍寶離開後，為了實踐當初兩人決定同進同出的約定，及一直無法打敗闇黑大帝，只是徒然犧牲掉生命而在整修期間留下信後趁機出走。僅在對話提及和出現在回憶裡。 | 1-7.10-16.18.20.25-26.33(回憶).51(回憶)                                                 |
| 曾子余 （易容前） 阿本 （易容後） | 藍寶     | 前任十之星                 | - 双鱼座O型，16岁（第一季） - 中等部：见习疗愈系魔法士。 - 魔法：碗糕大挪移（魔发秀秀，呼呼不痛，转移）、反轉術（魔法移轉，反）。 - 怪癖：一紧张或者是害怕就会口吃。 - 本名「郝士长」，是夸克與吸血族的混血儿，家境富裕有着細膩的觀察力，容易理解其他人的脆弱，也很喜歡伸出援手幫助別人，最要好的朋友是堅尼與飘呀飘，在第二季因有部分吸血族血統而被吸血大王附身，后来成为吸血大王。 第一季 - 幫烏克娜娜把毒籐蔓的毒性分半，使其撐過三小時的期限。 - 為了堅尼而把駛卷使全部給他，導致濱臨死亡，之後重生成為十之星 - 名字取自跑車品牌藍寶堅尼 第二季 - 想要讓自己在魔法檢定考過關和堅尼調製刮目相看藥水，導致易容（因為自己跟堅尼把易跟容兩個字看反）。 - 因有部分吸血族血統而被吸血大王附身。最後為了讓吸血大軍離開而犧牲性命。 第三季 - 僅在對話提及和出現在回憶裡。 第五季 - 被來萌學園參觀的吸血族提及。 | 1-7.10-16.18-20.24-26.27(回憶)                                                          |
| 劉書宏                            | 爓王     | 繼任炎之星                 | - 金牛座O型 - 等级：中等部——中级自然系魔法士（写真书记载）、高等部中级魔法士 - 魔法：磷火幽冥、烈火冲天、龙卷烈焰、忘忧魔法昏睡（暗黑魔法）、 時尚五步隱（咒語：變化萬千，時尚五步隱/解除咒語：還我本色）回返咒（正翻反轉，左旋右旋，炎之心，回退）、咒語：（魔法同源黑夸相应暗黑灵五星合力淨化）咒語：（五星合力圣剑无敌日照大地圣晖无瑩）。 - 口头禅：「不关我的事。」 欧斯盖达的养子。 第三季 - 原為萌戰士團隊長，個性冷血到無感程度，一心只為歐斯的復仇大計 - 中黑手掌後死亡，但歐斯長老的眼淚掉在手上化解毒素，導致體溫急速升高後浴火重生成為炎之星 - 因為歐趴救了他而對他存有感恩之心 - 從萌戰士到萌騎士的過程中瞭解團結的重要 - 結局時與其他萌騎士協助歐斯‧蓋達封印地下水道入口 第四季 - 與闇黑大帝正面交鋒被打到,身上出現毒籐蔓闇黑因子,不時被他所控制,後來因偷取帝蒂卡駛卷使被發現,關在拘禁室。被歐趴用海地司能量修復後復原。 - 在時空裂縫深處與聖劍合一，朝宇宙深處前進。 第五季 - 隨隕石降落新聞現場，因古拉克膠囊而魔法失控和駛卷使剩5% - 身體多了索雷伊聖劍賦予的能量。 - 能量穩定後和謎亞星和歐趴回到萌學園，後來圖騰莫名消失 - 為幫助其他學生決定參選學生會長,畢程所願也覺得他很有決心而送他一枚戒指,但裡面有一些輻能以及輔助魔法,而使能量增強進而當選 - 似乎喜歡陶喜兒或對她有點意思 - 遭到輻能五級感染,被毆趴和達諾長老治好後恢復。 - 幫陶喜兒拿點心給阿琺時發現他耳朵能變大變小，後與歐趴等人揭穿身份。 - 被陰森女王下了枯葉印記並被迫上陰森學園課程。 - 115集中了藤蔓毒性命垂危，最後在飄渺空間成為炎之星並學會新魔法。 - 被假冒謎亞星的陰森女王騙到校史室再次被下枯葉印記，能量被取出後被丟進反噬鏡，最後突破反噬鏡的世界出來（已回收能量）。 - 與其他四星合力恢復索雷伊聖劍和預言書恢復，並一直陪著陶喜兒。 - 最後與其他四星合力淨化陰森女王。正式卸任後獲得長老會榮譽勛章。 第六季 - 第127集怀疑萌学园出现诡异事件。 - 第127集準備了一條項鍊要送給陶喜兒。 - 第127集得知陶喜兒出事後就趕緊到夸特諾找陶喜兒。 - 第130集以為是猴塞雷回來了沒想到居然是歐趴 (實為阿諾)。 - 第130集陶格長老和他們說，陶喜兒出事是因為闇黑魔法。 - 第131集知道卜快老師與傑西在找復活石，因此監視兩人。 - 第133集攻击病变的贪吃花（毒藤蔓）出动魔法被复活石吸收能量，自我感觉魔法能力增强。 - 第137集與艾瑞克發現魔幻空間。 - 第137集得知假歐趴的身分，並要試著攻擊阿諾。 - 第137集救出被困在水晶球裡的歐趴。 - 第137集得知蘑朵是阻咒陶喜兒的人。 - 第140集與谜亚星、猴塞雷闖進地下水道去救潼恩，結果被毒藤蔓纏住。（實為帕主任、大甜甜老師、猴塞雷） - 萌騎士與帕主任等人認為潼恩被抓走和雷普有關。 - 第20集被闇黑大帝（闇黑武士）攻擊。 - 第20集與奈亞公主打敗闇黑大帝的一戰成功的守護了萌學園，成功阻止闇黑大帝的復活，使得萌學園得到了和平。 | 28-29.33-43.45-47.49-82.85-121                                                          |
| 阿本                              | 歐趴     | 繼任十之星                 | - 双鱼座A型 - 等级：中等部——高级疗愈系魔法士、高等部中级魔法士 - 魔法：魔法undo修修补补，复原、防御魔盾、回返咒（正翻反轉，左旋右旋，十之心，回退）、魔法柳叶漩、魔法reload能量再生。咒語：（魔法同源黑夸相应暗黑灵不五星合力淨化）咒語：（五合体圣剑无敌日照大地圣晖无疑） 欧莉安的侄子，是欧式家族的少爷。 第三季 - 從東萌轉過來的學生（因想上錢進老師的課） - 崇拜錢進老師 - 五歲以前研究出易容魔法藥水。 - 八歲以前寫出易容魔法書，喝了裡面的藥水會變得跟他長得一模一樣。 - 第一位說桂恭仔無聊還兩次，也是他說不准走還走的人 - 在不知情下成為十之星 - 有駛卷使會慢慢消失的罕見疾病（消除烏克娜娜的暗黑基因後復原） - 設法用淨化陀螺救爓王，卻因能量不足將自己置身險境，在爓王成為炎之星後恢復 - 因嘗試瀏覽暗黑檔案X而變黑，之後被kiki老師下巫毒 - 結局時與其他的萌騎士協助歐斯‧蓋達封印地下水道入口 第四季 - 一個人隻身到闇黑巢穴 - 受闇黑大帝攻擊, 左手失去知覺 - 左手知覺恢復以後，發現可以使用攻擊魔法“魔法柳葉旋” - 在時空裂縫深處與聖劍合一，朝宇宙深處前進。 第五季 - 炫鋼見他後稱他「歐思麥趴」，經解釋後大家才了解這是他的原名 - 隨隕石降落存輻室而遭受到輻射感染 - 身體多了一股索雷伊聖劍賦予的能量。 - 左手出現紅腫，劇烈疼痛。 - 89集達諾長老拿解憂草而康復， - 90集和謎亞星與爓王回到萌學園，後來圖騰莫名消失 - 92集駛卷駛耗竭症又復發，已到末期，所以去北萌駛卷使研究中心進行治療，最後康復圖騰重現。 - 因身體有極光族能量所以可以抵抗輻能（接觸去憂石就渾身無力），也可治療極光族，對瑪雅有好感。 - 因為極光族失蹤而感到悲傷，想要改造極光之地。 - 110集與爓王等人揭穿阿琺的身份。 - 與其他四星合力將索雷伊聖劍和預言書恢復，並送瑪雅離開。 - 121集被陰森女王抓走，最後與其他四星合力淨化陰森女王。正式卸任後獲得長老會榮譽勛章。 第六季 - 自从被假欧趴（阿诺）吸收驶卷使，使用疗癒魔法使不上力。 - 第141集被闇黑大帝（闇黑武士）攻擊。 - 第141集與奈亞公主打敗闇黑大帝的一戰成功的守護了萌學園，成功阻止闇黑大帝的復活，使得萌學園得到了和平。 - 第141集在奈亞公主幫助下成功救回雷普。 | 31.34-35.37-42.45-55.57-82.84-93.102-121.130-131（出現在謎亞星的夢裡），132-133.137-141 |
| 魏胖                              | 哈利波波 | 暫任智之星(已失蹤下落不明) | - 巨蟹座O型 - 中等部——中级超能力系魔法士 - 魔法：魔法速读 reading、魔法大风吹、魔法靠边站、坚坚固固，坚固防护罩。 第三季 - 因為站在飄呀飄旁邊而一起被烏克娜娜控制，後來被謎亞星綁起來 - 暗戀木蘭花花 - 因B卡索的失誤得到輪迴血石 - 遭到桂公仔誣陷偷東西後由烏克娜娜解開誤會 - 用堅固防護罩解救遭圍攻的桂恭仔後成為智之星（但沒人知道） - 徒手打開了前（幾）任智之星封印起海地司的盒子,被萌騎士發現是智之星 - 被告知後才知道自己是智之星 - 結局時與其他的萌騎士協助歐斯‧蓋達封印地下水道入口 - 名字取自JK羅琳小說主角哈利波特 第四季 - 54集與謎亞星和艾瑞克一起捲進反噬鏡，最後失蹤。 | 27.29-31.34-35.37.40-41.43-54                                                           |
| 傅小芸                            | 艾格妮絲 | 前任月之星                 | - 中等部——高级自然系魔法士 - 魔法：奔腾电击、魔法颠倒术 - 口头禅：我不属于这里。 贺普家族的成員。 第四季 - 從南萌轉學過來,本來認識維多利亞老師，屬於超有名又超厲害的賀普家族,但自己不喜歡別人把重點放在家族上，喜歡挑戰一般人做不到的事情。名字取自颶風名稱艾格妮絲。 - 父母因研究出能量再生而被闇黑族抓走,被母親用咒術隱藏起才幸存。後因畢程大器的魔法道具轉反鏡意外發現黑石的祕密 - 在時空裂縫深處與聖劍合一，朝宇宙深處前進。 第五季 - 據猴塞雷隊長說法掉到不明星球，並與父母重逢回去夸克星球，僅在對話提及和回憶中出現。 | 54-71.73-82                                                                             |
| 夏宇童                            | 帝蒂娜   | 繼任奈亞公主               | 參考 索利族-主要人物 | 參考 索利族-主要人物                                                                    |
| 蔡孟穎                            | 潼恩     | 繼任月之星                 | 南萌跳级资优生、狄蜜莉的妹妹、圖騰：月之星：月亮 - 等级：中等部——高级超能力系魔法士（第六季） - 魔法：迅光追击、哈特哈特，热沸腾、迅光迫击、魔法防护罩、捆捆束缚咒。咒語：月之星駛卷使、回返咒（正翻反轉，左旋右旋，月之心，回退）。咒語：（魔法同源黑夸相应暗黑灵石五星合力）咒語：（五合体圣剑无敌日照大地圣晖无垠） 第五季 - 南萌資優跳級生 - 中了艾瑞克的瞳術，點了特製眼藥水恢復 - 與爓王等人到校史室，因茱麗葉打開某個盒子，裡面的月之星能量打中了身體，萌騎士使用能量引動後分離出來 - 因瑪雅福能外洩受到感染,已經拿去憂石治癒 - 變身為蜜諾娃潛入黑衣人密室，但後來被黑魔王發現識破身分。被謎亞星等人救出，但被黑隕漩渦攻擊，使得駛卷使大量流失很難自動恢復，因此又將月之星能量注入體內，但不能召喚駛卷使也未有圖騰 - 被陰森女王下枯葉印記，能量被佔為己用，為將它取出與其部屬對抗，打到陰森女王後被彈了出來，進入身體並與她合而為一，因此成為月之星 - 在歐趴的指導下成功召喚並使用駛卷使修復艾瑞克枯葉印記，但不能夠修復大甜甜老師陰森枯萎花印記 - 與羅博高、謎亞星和艾瑞克前往飄渺空間搭救爓王等人 - 被假冒成謎亞星的陰森女王騙到校史室並再次被下枯葉印記，能量被陰森女王取出及被丟進反噬鏡，最後突破反噬鏡的世界出來（已回收能量） - 與其他四星合力將索雷伊聖劍和預言書恢復。 - 最後與其他四星合力淨化陰森女王。正式卸任後獲得長老會榮譽勛章。 第六季 - 第123集和艾瑞克在保健室找到神奇的音樂盒 (卜快的發明)。 - 第125集被大軍攻擊。 - 第127集與諾蓓兒發現陶喜兒不對勁，並找了Dr.宜靜幫忙。 - 第128集得知諾蓓兒與謎亞星是兄妹。 - 第129集看見雷普舊疾發作，且帶他到校史室休息。之後與他成為朋友。 - 第130集以為是猴塞雷回來了沒想到居然是歐趴 (實為阿諾)。 - 第130集陶格長老和他們說，陶喜兒出事是因為闇黑魔法。 - 第131集潼恩和雷普說帕主任請他加入尋找歐趴的行列，雷普也答應了。 - 第131集知道卜快老師與傑西在找復活石，因此監視兩人。 - 第135集知道姊姊狄蜜莉來到了萌學園。 - 第136集在電話亭與姐姐道別。 - 第137集得知假歐趴身分，並要試著攻擊阿諾。 - 第138集被闇黑武士抓走。 - 第139集知道闇黑將軍真正身分是雷普。 - 第140集被绑住让复活石吸收能量，闇黑大帝复活，后被闇黑将军（雷普）放出。 - 第141集被闇黑大帝（闇黑武士）攻擊。 - 第141集與奈亞公主打敗闇黑大帝的一戰成功的守護了萌學園，成功阻止闇黑大帝的復活，使得萌學園得到了和平。 | 83-99.101-132.134-141                                                                   |

### 學生
| 演員              | 角色名稱         | 人物介紹 | 登場集數                                                                         |
| 文雨非            | 飄啊飄（飄呀飄） | - 級等:中等部－初級超能力系魔法士 - 魔法:神出鬼沒（十分神秘的一個人） 中國奇門遁甲第82代傳人，在校園內隨時出沒、神不知鬼不覺。因為個性陰沉的關係沒什麼朋友。平時行動都是用飄的，可以從各種地方出來，例如櫃子、天花板，無所不在的移行常讓大家嚇一大跳。 與藍寶是好朋友。後來藍寶為了萌學園，與吸血族一起離開。曾因藍寶離開而短暫的感到傷心，第3季開始後與歐趴結交，倆人也成了朋友。 - 口頭禪:「太陽好大喔。」 第一、二季 - 很高興或生氣時身旁會颳起風，走路時雙腳是離地的,很會收集情報（尤其是八卦情報）。 第三季 - 大甜甜護理長不信Dr.維多利亞拿出的是吸血大王的牙齒，就隨便也正好丟到她身上，以為是藍寶的，就對它「藉物思念」，並對它「許願」。 - 把對藍寶的感情轉到歐趴上，因想要力量而被烏克娜娜控制 - 把手放在她肩上就能一起飄浮，不會因為小芙蝶的魔法跌跌樂而跌倒，反覺得好玩 第四季 - 因處理家族事務而休學，僅在對話提及 | 1.4.6-8.11.13-15.18-19.23-24.27-32.34-35.43-45.47-48.50.52                       |
| 黃安瑜            | 蕊蕊             | - 級等:中等部－初級超能力系魔法士、中级魔法士（第三季） - 魔法:大力士（咒語:海利克斯力量大） 萌學園的學生，艾瑞克的忠實仰慕者。 - 口頭禪:「小心!有煞氣」 第一季 - 為了不讓別人發現自己有大力士魔法而用占卜魔法代替，一直到第二季才被大家發現（只有大甜甜護理長知道）。 第二季 - 第二個跟無間蛋許願的人，因自身的魔法能力在其幼年時傷害過許多人，所以要求無間蛋拿走她的魔法能力，而代價是晚上不能亂跑，但違反約定並向無間蛋取回魔法能力解救差點被書架壓到的芭妣，因此下半身變成魚尾巴，在芭妣犧牲自己的魔法能力跟無間蛋許願的情況下恢復。 第三季 - 芭瑞絲和木蘭花花之好友兼室友 | 1.3-5.8-9.11.14-16.20.22-24.28-32.34-35.37.42-45.47-52                           |
| 瑤瑤              | 芭比             | - 級等:中等部－初級超能力系魔法士 - 魔法:嗅覺（遠距離的地方都能聞得到） - 口頭彈:哈哈哈哈哈-（高八度的訕笑聲） 白裊家族的大小姐，艾瑞克粉絲團後援會會長，一直以來都很喜歡艾瑞克，希望可以得到他的青睞。 第一季 - 蕊蕊的室友兼好友。 | 1.3-5.8-9.11                                                                     |
| 蝴蝶              | 小芙蝶           | - 級等:中等部－初級超能力系魔法士（第一季是见习魔法士） - 魔法:魔法跌跌樂、璀璨轉轉樂 個性開朗外向，總是喋喋不休的活潑少女，家族從事金融世家的鑽石礦場，是艾瑞克的未婚妻。 在第四季中，由於暗黑之心飛進小芙蝶體內，使得小芙蝶的駛卷使瞬間歸零，在她死亡的一刻蜜諾娃使者的圖騰在她身上出現，小芙蝶也就成為「蜜諾娃使者」。極光之地大戰過後，卸除了蜜諾娃使者的身份。 第一季 - 與艾瑞克是青梅竹馬，是他父親指定的結婚對象；最後被他和烏克娜娜之間的感情感動而放棄他，然後離開。 第三季 - 因想念艾瑞克而回來 - 把飲料（忘光光藥水）給艾瑞克也因此使他失憶 第四季 - 替艾瑞克和錢進老師尋找浩瀚銀河爵士回來時被闇黑大帝抓走，直到肯荳姬攻打闇黑巢穴才被救回。 - 因吸收奈亞悲傷之淚及闇黑之心能量而死。 - 復活後成為蜜諾娃使者，暫時失憶，在80集恢復。 - 帶領精靈族完成封印時空裂縫 第五季 - 成為彗星小組成員 - 練成魔法鑽石光芒 - 104集成為精靈之鑰命定之人 - 105集被送往夸特諾基地以免被黑魔王抓走。 - 107集時嘗試要以自己交換瑪雅和帝蒂娜，但被萌騎士制止並嚴格保護。 - 極光之地大戰後平安回到萌學園並正式卸任，但精靈族出任務時仍會幫忙。 - 117集被闇黑大軍包圍後被陰森女王下枯葉印記。 - 在穿堂感覺到鏡中世界艾瑞克的死亡。 - 最後被潼恩用月之星駛卷使解除枯葉印記。 - 最後與眾人騙倒並綁住阿琺為首的闇黑軍團 | 7-10.35-36.38-39.41.43-46.50.57-63.68-74.76-88.90-91.94-96.98-99.104-109.116-121 |
| 蝴蝶              | 蜜諾娃使者       | - 身份：奈亚公主的守护使者、可以命令索雷伊圣剑。 - 魔法：蜜諾娃守護星，傳送、感應終極索雷伊位置、命運之輪（咒語：命運之輪，轉動/停止等）。 第四季 - 錢進老師所說的「命定第三人」。 - 奈亞公主的守護使者，誓死捍衛正義，守護世界和平 - 據說只有在夸克族出現重大危機時才會出現。 - 可令奈亞公主魔法擴大，也可以感應其想法。 - 據錢進老師說法，也能「終結」奈亞公主 第五季 - 成為彗星小組成員 - 極光封印精靈之鑰 | 77-88.90-91.94-96.98-99.104-109                                                  |
| 楊涵文 (第一季)   | 膽固醇           | - 級等:中等部－初級魔法士 - 魔法:激勵 - 口頭禪:我真的不是故意的 第一季 - 衣服上有大型人偶，稱為弟弟類固醇（於第二季變成人，膽固醇變成了小型人偶），魔法能力是相反的「消沈」。 第二季 - 變成小型人偶 | 1.3-5.8-11                                                                       |
| 李姝妍            | 笆妣             | - 級等:中等部－初級动物系魔法士 - 魔法:臭氣 - 咒語:魔法臭鼬 白鳥家族的大小姐。 第二季 - 蕊蕊的室友兼好友。 - 因為要救好友蕊蕊而用自己的駛卷使（魔法能力）與無間蛋交易，換回蕊蕊雙腿。因失去了魔法能力，依照校規被送回人類世界。 | 14-16                                                                            |
| 胡曉芳            | 喵喵凱蒂         | - 18岁 - 級等:中等部─初級动物系魔法士 - 魔法：魔法躲猫猫。 - 口頭禪:聽我的就對了 亚斯顿家族的大小姐。 第二季 - 原本就是在校生，因新學期學生人數減少而跟藍寶等人成為同學，看到逗貓棒會有貓的行為。對於自己不高興或不滿意的事時會哼1-3聲不定來表達（哼愈多聲表示愈不高興或不滿意） - 為了想要世上最漂亮的物品，與無間蛋交易，最後拿到鏡子卻永遠笑不出來。 | 14-16.18-19.23                                                                   |
| 錢君銜 （第二季） | 類固醇           | - 中等部：初级超能力系魔法士 - 魔法:向下沉淪，促使別人失去信心或戰鬥力，變得好沒有希望，沒有任何動力，好消沉-- 和胆固醇是双胞胎。 第一季 - 膽固醇的弟弟，是個大型人偶。 第二季 - 背上背了一個小型人偶（其實是膽固醇） - 吸血大軍入侵萌學園的時候,意外的用大蒜麵包把吸血族打倒 | 15-20.24-26                                                                      |
| 張捷              | 桂恭仔           | - 級等:中等部-中級疗愈系魔法士 - 魔法:疗愈能力 - 咒語:魔法呼呼-秀秀痛痛-消失--（只能醫治表面） 醫學權威家族的優秀子弟，由於魔法能力很差，因此希望能夠當上「萌騎士」使父母以自己為榮，後來成為哈利波波的好朋友。 第三季 - 從小到大沒有人敢說他無聊，還兩次，歐趴是第一位 - 對歐趴是十之星的事懷恨在心（他說沒意願卻雀屏中選），最後經蕊蕊和芭瑞絲的話領悟而與他合作消除烏克娜娜的闇黑基因 - 為了使哈利波波配合「演戲」，送他超稀有魔法閃卡中最稀有的「索雷伊聖劍」和「闇血劍」 - 因渴望得到智慧成為智之星遭輪迴血石誘惑陷害哈利波波和歐趴 - 被Kiki騙往地下水道而遭到闇黑使者和闇黑軍團攻擊，被艾瑞克、烏克娜娜、哈利波波解救，輪迴血石因此回到闇黑大帝手中 第四季 - 僅在對話提及 | 29-31.34-35.44-52                                                                |
| 五熊              | 木蘭花花         | - 級等:中等部-中級自然系魔法士 - 魔法:魔法花開（是個帶來春天氣息，萬物生意盎然，充滿希望的魔法。） - 咒语：花 花 美丽的花，魔法花开／终极魔法花 开开开。 - 口頭禪:「有事我木蘭花花來扛」。 人類與夸克混血儿，是從南萌轉過來支援萌學園的學生。個性好強，不服輸很有正義感，由於認為自己的魔法能力很遜，所以不想讓其他人知道，其家傳信物是「海地司」。 第三季 - 最初參加萌戰士甄選被淘汰，最後以「跑腿的」的身份成功加入。 - 幫大長老找到校長室 第四季 - 僅在對話提及 | 27-31.35.37.42-44.47-52                                                          |
| 張君明            | 芭瑞絲           | - 級等:中等部-初级魔法士 - 口頭禪：「...You Know」 個性高傲驕橫，眼中只有自己，非常自我為中心的少女，在乎別人看待自己的眼光，從小就是班花、系花，希望自己都是眾人矚目的焦點，因家庭富裕，認為只要用錢能夠辦到的事都是小事。 在第四季後期離開萌學園，前去魔法表演學校就讀，後在第五季成為魔法世界新晉的人氣大明星。 第三季 - 蕊蕊之好友兼室友 - 不容許別人比她美麗 - 發視kiki老師的真實年齡 - 認為自己是女王 第四季 - 因為目擊烏克娜娜的消失產生很重的心理陰影，曾一度用繩把自己與爓王的手束縛起來。 - 由於從前的朋友們相繼離開萌學園，將自己的內心封閉了起來，對新生們也極其排斥。直到泰咪和茱麗葉解開了她的心結重新找到了朋友。 - 59集因為在選秀一事芭瑞絲與泰咪和茱麗葉發生衝突，轉到表演學校。 第五季 - 103集以大明星身分拜訪萌學園及拍MV。 - 陶格長老說她有三族血統是解開極光封印的鑰匙(其實是為了要引誘黑魔王現身所設下的說法和計謀) | 27-32.34-35.37.42-45.47-59.103-104                                               |
| 楊佩潔            | 泰咪             | - 級等:中等部－初級魔法士。 - 魔法：魔法圈圈(讓對方原地轉圈灑花瓣)、魔法反轉（大哭） 個性活潑樂觀，凡事都往好的方面思考，不管遭遇過再困難的事情，都視為理所當然，遇到不合理的人事會立馬嗆回去，有時會跟不通人情的芭瑞絲槓上。 - 口頭禪：「讓我們朝著陽光前進～」 第四季 - 以光明面思考事物 - 喜歡爓王 - 因帕主任下驅逐令而被迫離開萌學園 - 被陰森女公爵稱:小不隆咚 第五季 - 與家人回去夸克星球，僅在對話提及和出現在回憶裡。 | 53-77.79-81                                                                      |
| 吳沛寧            | 茱莉葉           | - 等級：中等部-初級超能力系魔法士。 - 魔法：傷心斷腸淚（咒語：我傷心你斷腸）。 以悲傷面思考事物的少女，總是沉浸在自我創造的悲劇，幻想找到生命中的羅密歐，卻又對戀情感到沮喪和悲觀，隨著劇情的發展喜歡上了歐趴。 口頭禪：那現在該怎麼辦？ 第四季 - 死穴：一被大聲說話，就馬上躲到泰咪後面。 - 第64集被陰森女公爵下了枯葉印記，於第66集解除後撞到陰森女公爵設的魔法牆印記再出現，於第16集解除。 - 第81集因帕主任下了驅逐令，被迫離開萌學園。 第五季 - 目前已回到萌學園就學。 - 對於歐趴和瑪雅之間的互動產生醋意。 - 第117集被闇黑大軍包圍後被陰森女王下了枯葉印記。 - 第118集和陶喜兒被陰森女王當成上課教材，後與其他三人一起被關起來。 - 第119集被潼恩用月之星駛卷使解除枯葉印記。 第六季 - 回到夸克星球。 | 53-77.79-81.93-97.99.101-104.110.113-121                                         |
| 吳俊諺            | 帝蒂卡           | 參考 索利族-主要角色 | 參考 索利族-主要角色                                                             |
| 地 球             | 畢程大器         | - 級等：中等部－初級动物系魔法士 - 魔法：魔法豬豬鼻 - 口頭禪：自豪又冗長的自我介紹，以成語『必成大器』為名 第四季 - 夸克第一魔法商店的接班人，所以會研製魔法商品，例：畢程追蹤器 - 曾因魔法鑒定考失誤而被帕主任百般羞辱 - 71集被小芙蝶批評畢程追蹤器與他沒有練成的魔法豬豬鼻一樣，功效欠佳，卻得到萌騎士們和帕滑落地的讚賞，因為它成功追蹤在闇黑巢穴當間諜回來的歐趴。 - 喜歡阿咪果 - 因帕主任下驅逐令而被迫離開 - 畢程所願姪子 | 53-65.68-77.80-81                                                                |
| 暉 倪             | 陶喜兒           | - 等級：中等部-高級自然系魔法士。 - 魔法：寒冰封（具有極冰能量）、寒冰碎、封冰寒。 人類與夸克人的混血兒，陶格長老的女兒，與炫鋼是青梅竹馬，和亮晶晶是亦友亦母的關係。其個性活潑開朗，有點少根筋跟脱線。為人善良、天真，喜歡唱歌、跳舞、夢想是開一家屬於自己的點心店。隨著劇情的發展喜歡上了爓王。 第五季 - 因萌學園需要極冰能量所以去了萌學園。後成為萌學園正式的學生。 - 第94集鼓勵爓王參選學生會會長，後提議組拉拉隊，並支持爓王。 - 第96集為了幫潼恩，所以幫忙找校史室，卻找不到，因此做了冰淇淋，想請身為學生會會長的爓王幫忙找，後因茱莉葉打開盒子，能量意外跑入潼恩體內（月之星能量）。 - 瑪雅受傷後一直很擔心，也因瑪雅幅能外洩而受到感染，已經拿解憂石治癒。 - 目前被黑魔王抓走，且被幻術控制，一直不敢相信黑魔王就是畢程所願。 - 在106集時被謎亞星等人救出。 - 第109集校園舉辦「我不是夸克人」活動，與爓王和潼恩扮演精靈族。 - 第110集因做了許多番茄口味的點心送給吸血族，所以有了替所有魔法族群設計不同口味點心的靈感，後替精靈族做了許多香蕉口味的點心。 - 第114集時被陰森女王下了枯葉印記，並被迫上陰森學園的課程。 - 第115集陰森女王要帝蒂卡對爓王報仇，並試探出爓王很在乎陶喜兒，因此被帝蒂卡攻擊，最後因爓王犧牲而難過，後中了藤蔓毒。 - 第116集因陰森女王的能量減弱，而離開魔幻空間。 - 第117集被闇黑大軍包圍後再次被陰森女王下了枯葉印記。 - 第118集和茱莉葉被陰森女王當成上課教材，差點成為第二個被攻擊的人，後與其他三人一起被關起來。第37集差點可以被潼恩用月之星駛卷使解除枯葉印記，但被陰森女王發現，而來不及解除。 - 第120集本來因陶格長老為了救自己受傷而難過，之後被爓王安慰而好轉許多，後送陶格長老去長老會而離開。 - 第121集在新的開學典禮上與爓王和歐趴遲到。 第六季 - 第126集时怀疑雷普和她妈妈被闇黑族抓走有关。 - 第126集雷普已經把項鍊還給陶喜兒。 - 第127集做了自己與爓王的人形餅乾，要送給爓王。 - 第127集由於蘑朵被控制戴上黑手套(天誅鬼手)，因而受到詛咒導致駛卷使歸零。 - 經過陶格長老的治療也發現了昏迷不醒的原因。 - 第132、133集出現在爓王的回憶裡。 - 第138集诅咒解除。 - 第139集回到萌学园，學會時尚五步隱后回到夸特诺。 - 第141集回萌學園參加復學典禮。 | 83-96.99-107.107-127.139.141                                                     |
|                   | 思若冰           | - 等級：中等部-中級療癒系魔法士。 - 魔法：魔力修復術（咒語：魔法修復，外傷 內傷，速速復原）、捆捆束縛咒、光波扫描。 口頭禪:「是說」、「界限 界限」...... 。 第五季 - 因瑪雅幅能外洩而受到感染,已經拿去憂石治癒。 - 第109集校園舉辦「我不是夸克人」活動，與艾瑞克扮演極光族。 - 第112集因為歐趴不小心被爓王打傷，之後治療好歐趴。 - 第117集被闇黑大軍包圍後被陰森女王下了枯葉印記 ，接著被輻能小兵用枯萎術打昏。 - 第118集服用了小芙蝶所製作的療癒珍珠丸已經痊癒了。 - 第119集被潼恩用月之星駛卷使解除枯葉印記。 | 83-88.90-97.99-107.109-110.112-114.117-121                                       |
| 李宗霖            | 雷普             | - 中等部-高级自然系魔法士。 - 魔法：如沐春風、枯萎術、光速风暴。 雷 普 - 曾臥底於闇黑族，是萌學園的夸克英雄，真實身份是闇黑將軍。 - 喜歡潼恩。 - 在臥底闇黑族時，很可惜沒有成功救到陶喜兒的母親。 - 由於家族遺傳的疾病導致每一個時間就會發作。 - 陶媽媽在臨死前把一條原本要送給陶格的項鍊交到雷普身上，並與雷普說她有個漂亮的女兒，當見到她女兒後轉交給她。 - 第126集从他身上掉落陶喜儿妈妈准备送给陶喜儿爸爸陶格的项链，似乎和陶妈妈被闇黑族抓走有关。 - 第126集已將項鍊還給陶喜兒。 - 第127集得知陶喜兒出事。 - 第129集在潼恩面前舊疾發作，並請求潼恩不要告訴別人，所以潼恩就帶他進入校史室。後與她成為了朋友。 - 第130集潼恩和雷普說帕主任請他加入尋找歐趴的行列，雷普也答應了。 - 第131集帕主任請雷普加入尋找闇黑族的臥底。 - 第136集對於闇黑族有新發現。 - 第137集雷普攻擊消滅阿諾。(是為了不讓阿諾說出他的「醜事」？) - 真實身分為暗黑將軍。 - 到暗黑族臥底時被暗黑大帝下了"暗黑噬魂咒"。 - 沒能解開詛咒，就沒辦法離開暗黑大帝的身邊。 - 第140集故意放走潼恩好讓復活石吸收月之星能量。 - 為了保護潼恩,不顧自己是否能解開詛咒，硬是與暗黑大帝對抗，長老會也願意再給雷普一次改過自新的機會。 | 123-127.129-132.135-141                                                          |
| 李宗霖            | 闇黑將軍         | - 魔法:如沐春風、光速风暴、枯萎術。 闇黑將軍 - 曾經潛入萌學園操控蘑朵使用天誅鬼手傷害陶喜兒。 - 闇黑族將軍，想要讓闇黑大帝復活。 - 真實身分為雷普。 - 到闇黑族臥底時被闇黑大帝下了"暗黑噬魂咒"。 - 沒能解開詛咒，就沒辦法離開闇黑大帝的身邊。 - 第140集故意放走潼恩好讓復活石吸收月之星能量。 - 為了保護潼恩,不顧自己是否能解開詛咒，硬是與暗黑大帝對抗，長老會也願意再給雷普一次改過自新的機會。 | 127.132.136.138-141                                                              |
| 萱野可芳          | 諾蓓兒           | - 中等部-中级超能力魔法士。 - 魔法：感应能力。 全名「諾蓓兒·斯坦」，谜亚星的妹妹，斯坦家族的成員，其個性古靈精怪，神出鬼沒，但卻聰明伶俐行事果斷，成為史上年紀最小的夸克族跳級生。後隱瞞父母進來萌學園，此外擁有預知未來的能力，由於當年被闇黑族用天誅鬼手下詛咒，所以逼不得已從小與哥哥分離，當接近謎亞星時駛卷使會被謎亞星吸收走。 第六季 - 當接近謎亞星時駛卷使會被謎亞星吸收走。 - 第127集在校園裡尋找黑手套（天誅鬼手）。 - 第130集在圖書館和謎亞星說不准去地球。 - 由於被謎亞星抓住手，導致駛卷駛下降，目前接受大甜甜老師的治療後有好轉。 - 第134集知道假欧趴（阿诺）的秘密，有欧趴做人质还有斯坦家族的人做人质，逼迫诺倍儿做事 - 第135集覺得狄蜜莉是攻擊謎亞星的人。 - 第135集被謎亞星拿到雷绳並使用了讀心術，讀到了一些事，并且知道使用读心术之后被复活石吸收能量。 - 第136集跟阿诺说自己与谜亚星有闇黑大帝最怕的神秘力量－靈魂奪取術(騙阿諾的謊話) - 第137集與謎亞星相認。 - 第137集用讀心術讀到蘑朵是詛咒陶喜兒的人。 - 第140集諾蓓兒留個紙條給謎亞星。 - 第141集與帝蒂娜串通好整謎亞星。 - 第141集回萌學園參加復學典禮。 | 123-129.133-138.141                                                              |
| 蜜 蜂             | 蘑朵             | - 中等部-中级超能力系魔法士。 - 魔法：蘋果光、超級蘋果光、天株鬼手（咒語：天誅鬼手啓動，駛卷使歸零）、時尚五步隱（咒語：變化萬千，時尚五步隱/解除咒語：還我本色） 。 很愛漂亮，也很自大的少女，和阿肯是青梅竹馬，喜歡爓王、雷普，小時候曾得過薔薇疹，腳上有疤痕。此事只有阿肯和普莉絲老師知道。 口頭禪：不小心。 第六季 - 第123集受到莫名的魔法能力控制並攻擊其他人。 - 第124集被大軍的魔法網罩困住。 - 第127集由於被控制導戴上黑手套(天誅鬼手)，讓陶喜兒的駛卷使歸零。 - 第130集因為吃了瑪堡給的餅乾而肚子痛。 - 第130集大家因為瑪堡給的餅乾而在卜快老師的課通通缺席。 - 第132集睡到落枕，腳扭到。 - 第135集因為狄蜜莉教阿肯的「宇宙作戰策略史」而開始注意到阿肯。 - 第136集懷疑阿肯喜歡狄蜜莉而顯得有些吃醋。 - 第137集得知自己就是對陶喜兒下咒的人。 - 第138集解开陶喜儿的诅咒。 - 第141集回萌學園參加復學典禮。 | 122-129.131-136.141                                                              |
| 黃書維            | 阿 肯            | - 等级：中等部-中级超能力系魔法士。 - 魔法：網開一面、時尚五步隱（咒語：變化萬千，時尚五步隱/解除咒語：還我本色） 古靈精怪，喜歡惡作劇的少年，視別人的批評為稱讚，很勇敢，非常崇拜羅博高校長、爓王，喜歡蘑朵。和蘑朵是青梅竹馬。 第六季 - 第123集受到莫名的魔法能力控制並攻擊爓王。 - 第127集得知陶喜兒出事。 - 第128集意外的被瑪堡用天誅鬼手詛咒肚子痛一星期。 - 第130集接受大甜甜老師的治療後，現已康復。 - 第135集對於自己終究是喜欢狄蜜莉還是蘑朵已經陷入迷網。 - 第141集拿到東萌寄來的信 誤以為是狄蜜莉給阿肯的信。 - 第141集回萌學園參加復學典禮。 | 122-128.131-136.141                                                              |
| 曾治豪            | 瑪 堡            | - 中等部-初级動物系魔法士。口頭禪：媽媽～。 - 魔法：一級蚌、時尚五步隱（咒語：變化萬千，時尚五步隱/解除咒語：還我本色）、變身術（咒語：千變萬化，面面俱到） 性格胆小的少年，受到惊吓后经常躲进自己用魔法召唤出的蚌壳里，自行从蚌壳里出来有似乎难度，但有時也會有勇敢的舉動。 第六季 - 第128集戴上天诛鬼手，而意外的詛咒了阿肯。 - 第130集大家因為瑪堡給的餅乾而在卜快老師的課通通缺席。 - 第130集由於猴塞雷到地球出任務，並把猴塞雷速速到商店給瑪堡保管。 - 第131集餅乾吃得太多結果肚子痛。 - 第138集收到一萬兩千元的猴塞雷速速到商店帳單，因擔心被媽媽罵，所以為了逃債而躲起來，碰巧看到潼恩被抓走的經過。 - 第141集回萌學園參加復學典禮。 | 122-134.138.141                                                                  |
| 林昀希            | 狄蜜莉           | - 中等部——高級自然系魔法士。 - 魔法：凝水氣泡，無弦弓 潼恩的姐姐。來自東萌的學生會會長，其個性冷靜温柔，具有無論是做什麼事情都希望做到完美性格，不過思考問題或有的時候有點“少根筋”。相當疼愛妹妹潼恩。 口頭禪：「不能輕易就放棄。」 第六季 - 到萌學園做暫時的學生，觀摩萌學園，順便探望身為月之星的妹妹潼恩。 - 15集勸告諾蓓兒後離開。 | 134-135                                                                          |

### 師資陣容
| 演員                               | 角色名稱     | 人物介紹 | 登場集數 |
| 勾峰                               | 肯荳姬       | - 等級:聖魔導師（多系魔法使） - 魔法：圣御蟠龙、圣光辉映、魔力防护罩。 萌學園的校長→大長老，真實身分是烏克娜娜和烏拉拉的爺爺。個性幽默風趣，説出來的話很有哲理，本身具有至高無上的大智慧。希望夸克族能和地球人共同和平生存，並遠離闇黑大帝的侵襲。 第一季 - 以太陽與外界溝通，未現身。 第二季 - 為了保護擁有闇黑族基因的烏克娜娜，而向外界謊稱她是奈亞公主（魔法預言書等人也一起謊稱），並送她入學。喜愛吃蛋（白煮蛋及茶葉蛋）。 第三季 - 叫熇炎接受歐斯蓋達邀請，成為萌戰士訓練官（為學校和平） - 因私藏冥月頑石而被拘禁，職位被歐斯•蓋達接任 - 在天牢內被Dr.維多利亞打死（大長老放出的假消息.其實早已救活） - 托大長老之命要保管輪迴血石，並在他退休後接任大長老 第四季 - 第73集拔除艾瑞克萌騎士隊長職務。 - 第78集在闇黑巢穴和一些老兵與闇黑大帝交戰後行蹤不明。 | 17.19-24.27-28.32-33.39-40.45-46.48.51.53-57.59.61.63-64.68-73.78-79                                                               |
| 夏靖庭                             | 帕滑落地     | - 等級：魔導師。 - 魔法：Attention、移動術（咒語：1 3 5 7，移）、魔法催眠術/苏醒術 （5 4 3 2 1， 睡/1 2 3 4 5， 醒）、鎖櫃（吃葡萄不吐葡萄皮/皮萄葡吐倒萄葡吃不，不吃葡萄倒吐葡萄皮/皮萄葡吐不萄葡吃，格格不入N次櫃，收起/解除）、捆捆束縛咒。 暱稱「帕主任」，是萌學園的代理校長兼教務主任、魔字學老師，過去曾當過萌騎士隊長，卸任幻之星。左肩膀有一隻貓頭鷹是其特徵。有時經常粗心大意，滑稽搞笑，幽默風趣。 其個性剛正不阿，每日守護着校園，重視校規與風紀，認為自己在學校裏就是為了執行校長的命令而存在。由於當了三十九次代理校長也沒當上正式校長感到不滿，不喜歡別人拿這件事刺激他。 初期曾喜歡維多利亞，在後期喜歡上了大甜甜。另外則於與羅博高不和。人物命名來源來自盧奇亞諾·帕華洛帝。 第一季 - 左肩膀有一隻貓頭鷹是其特徵。服裝檢查時非常嚴格，面帶笑容也算不及格（認為是恥笑師長）。 第二季 - 左肩膀有一隻貓頭鷹是其特徵。時常喊的口號是「Attention!」聽到此口號的人，都必須五指併攏貼緊褲縫立正，並大喊「Yes, sir!」(也可以使人(吸血魔王)在說「Yes, sir!」以後暫時不動)，該口號不只對人有效，連對不是人種的生物也有效。 第三季 - 左肩膀有一隻貓頭鷹是其特徵。 第四季 - 第69集被無言用闇黑巫魔咒攻擊，在第19集用闇黑大帝的頭髮治療痊癒。 第五季 - 因瑪雅幅能外洩而受到感染,已經拿去憂石治癒。 - 因確定畢程所願是黑魔王，因此榮為代理校長。 - 此次為他第37次就任代理校長職位。 - 在109集得知新校長竟然是羅博高後內心很受傷。 - 114集對大甜甜老師說的話她讓意志力更加堅定，使她自行破解陰森枯萎花。 - 在第115集時，羅博高校長帶領多人去飄渺空間救人出發前，委派他為第38次萌學園代理校長。 - 第117集被闇黑大軍包圍後被陰森女王下了枯葉印記。 - 第119集被潼恩用月之星駛卷使解除枯葉印記。 第六季 - 第一集对罗博高校长发照片炫耀其巡回演讲，以及派其分身“罗博斯”代理校长职务的行为表示非常不满，只好委屈兼任第39次萌学园代理校长。 - 曾被阿肯、普莉絲誤認為是羅博高校長。 - 第128集知道天誅鬼手的事情，並處罰謎亞星、諾蓓兒、宜靜寫悔過書。与罗博斯打赌比赛暂时险胜。 - 第129集不允許萌騎士去地球怕他們自亂陣腳。 - 第130集因為吃了瑪堡給的餅乾而肚子痛。 - 第131集知道卜快老師與傑西再找復活石，請萌騎士監視卜快老師與傑西。 - 第131集認為預言書有問題。 - 第136集要拿出天誅鬼手需要完成180道手續後YOYOMAN轉交給帕主任。 - 萌騎士與帕主任等人認為潼恩被抓走和雷普有關。 - 成功的與大甜甜老師搶回詛咒石與復活石。 | 2.4-7.10-12.14-16.19-21.23.25.27-29.36-37.49-51.53.55-58.60-71.73-88.90-95.97-109.114-126.128-131.133.136.138-141                  |
| 顏嘉樂                             | 大甜甜       | - 老師和護理長，也是校長秘書 - 等級：高等部-高級療癒系魔法士。 - 魔法：甜甜魔力Call、 瞬間變裝、形體轉換術、全心全意，電波檢查/電波治療、喚醒咒、愛心光波、愛心無敵光波、壞心光波（被陰森女王弄出的魔法）、捆捆束縛咒。 萌學園保健室護理長。一手包辦學校所有的工作，在初期時兼任新生入學諮詢者。為了創造自己在萌學園的「不可被替代性」，因此擁有很多人類世界的執照（並不被萌學園承認），經常一個人分飾多角，暗戀帕滑落地，為了他寧願自己守身如玉，誓言永不變心。 個性熱心雞婆 ，帶有點神經質，曾經一度離開萌學園前去考取教師執照，後來成為魔法心理學老師，終於實現了自己當萌學園教師的夢想。 第一季 - 萌學園保健室護理長。一手包辦學校所有的工作。 - 在初期時兼任新生入學諮詢者。 - 最擅長的能力是「瞬間變裝」。 - 有101張證照，但不被承認（沒教師執照）。 第二季 - 萌學園保健室護理長。一手包辦學校所有的工作。 - 有101張證照，但不被承認（沒教師執照）。 第三季 - 萌學園保健室護理長。一手包辦學校所有的工作。 - 有101張證照，但不被承認（沒教師執照）。 - 第49集離職，重新考導師執照 第四季 - 第55集因考到導師執照所以回到萌學園。 - 在保健室的一面牆上用魔法找到了辛苦藏匿的「古拉克膠囊」，直到與闇黑大帝進行「時空戰役」時才知道此物被萌騎士們「拿去」吃掉了！ 第五季 - 為了治療歐趴和歐莉安去北萌，目前已回到萌學園。 - 第112集時被陰森女王下了陰森枯萎花，並對人施展壞心光波，且搶走魔法預言書，使得羅博高校長接受不了這樣情況。 - 在114集因帕主任的話讓意志力更加堅定，自行破解了陰森枯萎花。 - 在第115集時，吸收了記憶珍珠儲存的記憶，想起來了陰森女王的弱點。 - 目前在夸特諾商討對抗陰森女王的策略。 第六季 - 第124集被魔力美眉和普莉丝误认为打扫阿姨。 - 第130集從長老會那邊拿到一份密令，並且說只能給萌騎士與帕主任知道。 - 第131集回到萌學園後才知道原來萌學園發生很多事情。 - 第131集請萌騎士到保健室看一份密令。 - 第134集帮普莉絲代課。 - 成功的與帕主任搶回詛咒石與復活石。 | 1-3.6-7.10.12.14-16.22.24.27.29-31.34-38.41.43-47.49.55-58.61-71.74-88.90-93.96-98.100-103.105-116.118-126.130-132.134.138.140-141 |
| 孫藹暉                             | Dr.維多莉亞  | - 等级：魔导师（第一季写真书记载） - 魔法:柔柔 軟軟 軟綿綿咒、破破碎碎，破碎碎咒、魔法金剪刀。 是一個溫柔、美麗聰明的老師，具有女巫的背景，喜歡研究古世紀各大女巫流傳下來的巫術，但是只要一打噴嚏就會風雲變色變了個人，本身的魔法能力不強，會使用許多咒語。而喜歡人是費司特。 第一季 - 只要戴上手套任何咒語便會迎刃而解。 - 被帕主任請來修臉書，並留下來任教 第二季 - 脖子後面有闇黑咒印，闇黑大帝能隨心所欲的控制她。 - 因闇黑咒印發作而偷走烏克娜娜身上的冥月頑石。 第三季 - 前往地下水道後在闇黑大帝逼迫下交出冥月頑石。 - 被肯荳姬校長吸取冥月頑石的記憶後昏迷，接著被長老會無罪釋放。 - 因為黑色鈴鐺使魔法禁錮環脫落，並被司徒朗命令加害肯荳姬和歐斯蓋達 - 因不純的黑磁石影響闇黑大帝.使闇黑咒印消失而解脫. 第四季 - 不時幫助精靈族定位闇黑巢穴。 第五季 - 成為彗星小組成員 - 第五季第28集開頭休假離開了萌學園。 | 6-7.10-12.17-18.21-23.25-27.32.35.39.42-44.53-55.59-60.62-66.68.71-72.78-88.91-95.101-102.106-107.109-110                          |
| 乾德門                             | 錢進         | - 等級:六顆星大魔導士 - 魔法：烈火 - 口頭禪:「剛剛講到哪裡」 萌學園的資深魔藥學老師，也是萌騎士中的退役炎之星。有嚴重的健忘症，偶爾記憶力又很好經常讓學生捉摸不透，常常在重要時刻或危機關頭説出很關鍵的話。 第一季 - 記憶力不是很好，但有時很好（尤其是考試時）。剛開始，堅尼與藍寶被同學的陷害下，個別被他的糊塗，冤枉地扣了四十分的平時成績（可見他的記憶不好）。前任萌騎士隊長。 第二季 - 向熇炎說當初是為了不讓他因個性步上自己的後塵而嚴格教育他。 第三季 - 在記憶力超好的那天，成功調配出全記得藥水 - 知道大長老離開後說出「終極索雷伊」這個謎樣的詞 第四季 - 被陰森女公爵使用枯萎術攻擊後昏迷。 - 被帕滑落地使用魔法催眠術催眠，可是甦醒術失敗 - 被帕滑落地派遣聯絡長老會 | 3.8.23-25.31.35-36.41.50-51.56.62-63.71-73.79-81                                                                                   |
| 未知(真身) 黃仲崑 （闇黑大帝假扮） | 浩瀚銀河爵士 | - 等級:爵士 - 魔法:浩瀚銀河不自主魔法 萌學園的魔法學研究者，夸克魔法百科全書的創作者，被錢進老師號稱「小老弟」，是小芙蝶父親的好朋友，喜歡榴槤。 第四季 - 發起研究不自主魔法，後因此魔法較為危險(違反自主意識)而遭長老會禁止研究 - 之後迷上時空旅行，所以離開萌學園 - 去過小芙蝶家族幫忙，並投資小芙蝶家的鑽石礦廠 - 因要治療歐趴的左手，萌學園請小芙蝶幫忙聯絡爵士回萌學園一趟，條件是萌學園需準備榴槤一顆。 - 抵達萌學園後被闇黑大帝抓走並取而代之 | 72 |
| 張善為                             | 熇炎         | - 級等:高等部——中级魔法士（只有高等部以上的人才能当老师） - 魔法:星火燎原 錢進老師過去的學生，和曾經的錢進老師性格十分相似，原本是萌騎士的炎之星，曾經為了變強投奔暗黑大帝，後來迷途知返在萌學園成為魔法學教師。由於具有夸克族和精靈族的混血，因此能夠能戴上精靈防衞隊的感應手環，並長出精靈族的耳朵。 口頭禪:「我從不開玩笑」 第二季 - 為了想擁有更強大的力量而投靠闇黑大帝，在古‧拉克伯爵幫助下入侵，為了得到最強大的力量而將身上的闇黑魔法全給了無間蛋，但它卻因為闇黑大帝藏在熇炎身上的吞噬咒而破掉，其後被附身在藍寶身上的吸血大王攻擊後改過向善，和萌學園站在同一陣線並請求堅尼救被附身的藍寶。 第三季 - 歐斯長老請他訓練萌戰士以「將功贖罪」 - 為使萌騎士進入拘禁室與萌戰士對戰後被關 - 成為魔法學老師並發現闇黑臥底 - 帶著海地司進入反噬鏡，因其邪惡力量所影響，掉進時空漩渦(第四季開端) 第四季 - 掉出時空漩渦後，因甲上星施倒退咒（123321 推），回到了時空漩渦。 - 隨索利族長老離開夸克族和精靈族尋找自我 | 22-25.28-30.32-34.50-51.53.55-58                                                                                                   |
| 草 莓                              | Dr.宜靜      | - 能力：886疼痛修复药丸、886疼痛修复膏。 人類，是位個性天真善良，温和無害的護士，很容易輕易相信別人，因為大甜甜請假不在校園，因此從萌護所調來宜靜小護士駐守在保健室裏。和藍寶是好朋友。 第六季以醫生的身份重回萌學園暫代大甜甜老師的職位，卻無意間被捲進了天蛛鬼手的事件中裏。 能力：886疼痛修复药丸、886疼痛修复膏。 魔法：控制別人（幕後黑手，抓） 第二季 - 只是個被闇黑大帝利用的一般人類。 - 因誤會夸克族，而做出不好的事情，後來改過自新，回到人類世界。 第六季 - 專門用886疼痛修護藥品來醫治任何病痛。 - 第126集跟謎亞星進入了校史室，查詢黑手套資料。 - 第127集開始密切监视诺蓓儿。 - 第127集得知陶喜兒出事且已經把陶喜兒送到夸特諾接受陶格長老的治療。 - 第128集帕主任已經知道天誅鬼手的事情，並處罰謎亞星、諾蓓兒、宜靜寫悔過書。 - 第131集原先預定要離開萌學園但瑪堡堅持要讓宜靜留在萌學園，而宜靜也答應了。 - 第141集回萌學園參加復學典禮。 外傳 - 有多次出場。 | 18-20.125-131.141 |
| 賈孝國                             | 賈青天       | - 魔法:變裝 - 口頭禪:一個學校的好壞，可以從（某處）看出來 來踏查萌學園的督學。 第三季 - 因行為怪異而被大甜甜護理長、蕊蕊、芭瑞絲、飄呀飄、哈利波波等人誤以為是闇黑大帝的爪牙，最後和前幾任督學一樣給予滿分的評價 | 43 |
| 尹嘉萱                             | kiki         | 參考 闇黑族-老師 | 參考 闇黑族-老師 |
| 張兆志                             | 羅博高       | - 等級：高等部——高級超能力系魔法士。 - 魔法：超能力(魔磁牽引術)、強力魔法定定咒。 - 口頭禪:「沒禮貌」 原先是南萌的星系學教授，精通星系學的專家，在隕石危機爆發後被萌學園聘請到彗星小組，任組長兼攻擊組成員。 其個性十分自戀，個性十分自戀，喜歡吹噓自己，常常鬧出許多笑話，但做事認真負責，且心思細膩，聰明機智，後當選為萌學園校長。 第五季 - 一心想當萌學園的校長(喔) - 陶格、帕主任、畢程所願的同學 - 勝利王的偶像。 - 教學理念是選拔精英，反對一味依賴魔法輔具，在看到帝蒂卡使用全記錄筆抄筆記後一度向畢程校長遞出辭呈，但因奈亞搜救隊需要他而暫且留下。 第六季 - 前往各地去巡迴演講，用第二顆釦子化為羅博斯代替自己幫助帕滑落地完成校長任務。 | 83-89.91-96.98-109.111-121 |
| 張兆志                             | 羅博斯       | - 魔法：传送（咒语：「地点」传送）、魔磁Hello术。 現任萌學園校長，罗博高校长的分身(YOYOMAN)，休眠形态是一颗扣子，穿着和罗博高一样，有着和罗博高的一样魔法。 第六季 - 口头禅：见斯……如见高！ - 第124集告知萌骑士和帕主任复活石的作用。 - 第128集因他是罗博高校长的分身，不能離開罗博高校长的照片所在的校长室，未能帕主任进行体能比赛。与帕主任的打赌比赛暂时输了。 - 第136集帕主任要拿出天誅鬼手需要完成180道手續後YOYOMAN轉交給帕主任。 | 122-124.128.133-134.136 |
| 張育慈                             | 歐莉安       | 原北萌老師，夸克族醫療權威，大甜甜與亮晶晶的同學，思若冰的恩師，歐趴的姑姑，属于疗愈系魔法使。 第五季 - 暗戀羅博高 - 對魔醫學非常了解，但除此之外，對任何事的神經很大條。 | 85.88.90-93 |
| 包小松                             | 卜 快        | - 等級：高等部—高級超能力系魔法士 - 魔法：殘影術、變身術（咒語：千變萬化，面面俱到）、鎖櫃（吃葡萄不吐葡萄皮/皮萄葡吐倒萄葡吃不，不吃葡萄倒吐葡萄皮/皮萄葡吐不萄葡吃，格格不入N次櫃，收起/解除） 47岁，是帕主任無意間聘請的魔法學教授，個性陰森又嚴厲，説話總是慢得詭異，喜愛發明，不喜歡其他人説他的發明失敗，對於教學非常嚴格 凡事上他的課都要好好遵守上課規則。 口頭禪：「我有必要和你報告嗎？」 第六季 - 與傑西找復活石是為了時光機的製作需要強大能量。 - 第122集在保健室放置了一個魔法音樂盒。 - 第124集和傑西製造出“心靈鑰匙”放入大軍的體內，想恢復他的記憶卻失敗。 - 第126集发明的危机旗出現故障。 - 第129集與傑西在校長室偷偷摸摸的找復活石，結果只找到了維多利亞的照片。 - 第130集起先以為餅乾是傑西給的，因為吃了瑪堡給的餅乾而肚子痛。 - 第130集大家因為瑪堡給的餅乾而在卜快老師的課通通缺席。 - 第131集修理魔法预言书。 - 第131集拿了靈石探針給傑西並要他找出復活石。 - 拿了復活石用在時光機上卻失敗。 | 122-126.129-133.138.141 |
| 王以路                             | 普莉絲       | - 等級：高等魔法士 - 魔法：變身術（咒語：千變萬化，面面俱到）、魔力美眉苏醒复原术、時尚五步隱（咒語：千變萬化，時尚五步隱/解除咒語：還我本色）。 長老會推薦的萌學園新老師，夸克族的時尚潮流人物，非常注重時尚，對時尚的敏鋭十分犀利，個性成熟，看事會冷靜思考並給出參考性或相對應的解釋。 第六季 - 曾在東萌教過歐趴與狄蜜莉。 - 第128集一眼就看出了天誅鬼手，並請魔力美眉到娃娃國找資料。 - 詛咒石目前在普莉絲的身上。 - 長老會派來的特使。 | 124-125.128-129.132-133.135.138-141                                                                                                |
| 月亮                               | 魔力美眉     | - 能力：时尚雷达眼 普莉絲的助理，實際上是由洋娃娃變身的。 第六季 - 有潔癖，看見垃圾就會變回洋娃娃型態。 - 第123集被潼恩悉心照顾。受到惊吓后会变回洋娃娃形态，需要的普莉絲的“魔力美眉苏醒复原术”才能变成真人形态。 - 第138集到娃娃國找到有關天誅鬼手的資料，得知天誅鬼手當年掉在一個缺水的星球 (乾巴巴星球)。 | 124-125.128-129 |

### 長老會
- 夸克族最高權力機關

| 演員   | 角色名稱        | 人物介紹 | 登場集數                                              |
| 趙舜   | 李奧納多·皮卡啾 | - 級等:聖魔導師 - 魔法:高深莫測（騷動靈） 萌學園的前任校長，前任大長老（領袖）。 口頭禪:「也對!也對!」 第三季 - 動作慢吞吞 - 不管別人說什麼，都說:「也對!也對!」 - 將參有奈亞公主眼淚的黑磁石放在密室中，使闇黑大帝失去一隻眼，並讓Dr.維多利亞的闇黑咒印消失 - 原想去除肯荳姬的長老資格，後來決定請他保管輪迴血石以「將功贖罪」 - 帶著闇黑檔案X消失，傳位給肯荳姬 - 疑似認識kiki | 28.38-40.42-43.49                                     |
| 關勇   | 司徒朗          | - 級等:聖魔導師（銀帶） - 魔法:隱隱 原為東萌校長→萌學園校長→最終遭到長老會開除。 第三季 - 為當上領袖而與闇黑大帝勾結 - 燒掉帕主任發的求救信 - 用黑色鈴鐺控制DR.維多利亞，並命令加害肯豆姬和歐斯蓋達 - 因給闇黑大帝不純的黑磁石.害其失去一隻眼睛而被電死 | 28.32-33.38-42                                        |
| 劉錫明 | 歐斯·蓋達       | - 級等:聖魔導師（藍帶） - 魔法:風切變、隨風消失（會留下落葉） 爓王的養父，個性嚴謹嚴肅，完美主義者，性格鮮明，對闇黑大帝心懷着深切的仇恨，最後甚至為了達到復仇的目的不擇手段。 第三季 - 西萌校長。 - 認為前後任萌騎士等待期間難保整體安全而創建萌戰士（也是為子報仇）。 - 在會議上提出肯荳姬不適任並處處找尋把柄，最後把他趕下台後接任。 - 因闇黑大帝殺死兒子，認為自己沒盡責，拿起項鍊對天發誓要打敗他，為子報仇。從此與闇黑誓不兩立。 - 爓王成為炎之星後見到萌騎士真正的力量而放下仇恨，並收下他的項鍊，同時也送他兒子的項鍊。 - 擅自對闇黑族進攻被拘禁，職位被司徒朗接任，並於他死後複任。 - 為必免司徒朗加害自己而逃獄，並偷走鑰匙防止黑磁石回到闇黑大帝手上（已被調包）。 - 把謎亞星的事當成「休學」處理（實況只有師長和萌騎士知道）。 - 用萌騎士五星的力量把地下水道入口封印。 第四季 - 因處理要事而辭職，僅在對話提及 | 28-29.32-33.36-41.43.46.51-52                         |
| 王振全 | 南萌校長        | 第三季 - 在會議上同意司徒朗接任。 | 39                                                    |
| 王希華 | 北萌校長        | 第三季 - 在會議上同意司徒朗接任。 | 39                                                    |
|        | 米德            | - 級等:聖魔導師 - 魔法:結魔締 長老會長老，僅於第四季出場。 第四季 - 與肯荳姬、卡瑞本長老經由猴塞雷隊長口中得知陰森女公爵獲得海地司，並破壞時空裂縫結界逃出，藉由反噬鏡進入萌學園。 - 跟隨肯荳姬大長老去時空裂縫結界，並協助大長老暫時將結界封印。 | 63-67                                                 |
|        | 卡瑞本          | - 級等:聖魔導師 長老會長老，僅於第四季出場。 第四季 - 與肯荳姬、米德長老經由猴塞雷隊長口中得知陰森女公爵獲得海地司，並破壞時空裂縫結界逃出，藉由反噬鏡進入萌學園。 - 受肯荳姬大長老之令，負責聯絡萌學園電話亭(此時電話亭已被陰森女公爵封印，後由於闇黑大帝吸收陰森女公爵而解封)。 | 63-67                                                 |
| 勾峰   | 肯荳姬          | 参考 夸克族-師資陣容 | 参考 夸克族-師資陣容                                  |
| 張洛君 | 費司特          | - 接替歐斯·蓋達的新任萌學園校長，帕滑落地的學弟，天資聰穎，十五歲就通過最高級魔法學科測驗，進入萌學園三個月後就成為萌騎士，並三次帶領萌騎士團擊退暗黑族。後來晉升為夸克族長老會長老，並被肯豆基大長老派往萌學園就任校長。 - 雖然職位在帕滑落地之上，但他非常尊敬佩服帕滑落地這位學長，而帕主任也曾和費司特一起出生入死過，雖然經常教訓費司特，但仍然對他有很深厚的感情。 魔法：聖光之盾 第四季 - 毛遂自薦接任因歐斯·蓋達處理要事而空缺的職位 - 十五歲通過最高魔法檢定考，並三次帶領萌騎士團打敗闇黑大帝 - 在時空裂縫裡跟陰森女公爵大戰後就不再出現 | 53-56.58-61                                           |
| 湯志偉 | 陶格            | - 級等:高等部－高級魔法士 - 魔法:魔法復位術、顯顯透視咒、魔法封閉術、型態轉換、開啟結界（咒語：金羽召喚，結界開展，駛卷使歸位，發動） 陶喜兒的父親，夸特諾基地管理者，卸任十之星。擁有最強療癒系魔法，同時也對駛卷使了解深入。其命名取自歌手“陶”喆和曹“格”。 第五季 - 推薦畢程所願為校長候選人 - 瑪雅受傷後建議把她冰封 - 因極光封印相關事件代理大長老 - 極光族失蹤後為防止有心人偷用清潔溜溜而將其系統關閉。 - 他的魔法不能解除只能壓制大甜甜老師的「陰森枯萎花」印記。 - 帶領歐趴、爓王、謎亞星、潼恩暫時封印結界。 - 在夸特諾商討對抗陰森女王策略，請長老會派老兵-大軍來協助。 - 為了救陶喜兒而被陰森女王用陰森血腥毒藤蔓打傷。 - 去長老會接受治療，最後因陰森女王已被淨化而痊癒。 | 83-90.92-93.96-97.100-101.103-104.107.109.114.116-121 |
| 陳為民 | 長老            | 第六季登場，曾向帕滑落地通知有份密令將送到萌學園。但此後兩方的通讯信号质量不好，无法正常传递信息，不过改用寄信的方式就成功了。 | 1-2                                                   |
| 李 岳  | 老兵大軍        | - 魔法：千軍難買早知道、萬馬奔騰、魔法防護罩。 長老會派來的老兵。 第五季 - 長老會派來的老兵 第六季 - 第1集携带长老会密令去萌学园的路上，被魔法高强的神秘人襲擊，密令被抢，受伤昏迷後跟卜快老師一同從電話亭進入萌學園。 - 第2集中受到音乐盒莫名的魔法能力控制。 - 第3集被卜快老師與傑西製造的“心靈鑰匙”放入體內，手上出現其印記，用分身攻擊其他人（陶喜兒、阿肯、諾蓓兒、瑪堡、蘑朵……等人），並用魔法網罩困住，要他們交出復活石。 - 第4集时从电话亭里走出一个大军的分身，这个分身额头出现“闇黑图腾”！ - 第1～5集疑似被闇黑族的魔法攻击导致受得重伤，体内能量异常，在夸特诺接受陶格的治療后，現已療癒完成。 - 第19集出現在回憶裡。 |                                                       |

### 夸特諾基地
| 演員   | 角色名稱         | 人物介紹 | 登場集數                                    |
| 湯志偉 | 陶格             | 參考 夸克族-長老會 | 參考 夸克族-長老會                          |
| 謝麗金 | 亮晶晶           | - 等級：高等部——高級自然系魔法士 - 魔法：自然系(翔翼馳谷風)捕风捉影、顯顯透視咒、魔法封閉術、乖乖聽話頌 陶格的兒時鄰居，將陶格視為哥哥，稱呼他為陶不了，大甜甜和歐莉安的同學。 第五季 - 與陶格一起管理夸特諾基地，暗戀陶格，替陶格照顧女兒陶喜兒。 | 83-90.96-98.100.105-106.111-112.114.120-121 |
| 王盈凱 | 炫鋼             | - 等級：中等部——高級自然系魔法士 - 魔法：金光耀击、金光綑綑束縛咒。 原本是東萌的學生，和歐趴曾是朋友，很關心歐趴。後來歐趴轉學，炫鋼全家遷居到地球後兩人就斷了聯絡。現在於夸特諾基地打工。與焰王不和，但總會因為吵架關係而常常變得極其默契，喜歡陶喜兒。 | 85-91.93.98.100.105-107.114-116.121         |
| 陳文山 | 畢程所願(黑魔王) | - 等級：高等部：高级魔法士。 - 魔法：黑隕漩渦、黑旋風、輻能光彈、替身術、傳送（異地傳輸，一頁穿越）、腐蝕能力 畢程大器的伯父，畢程魔法道具商行的CEO，眾人稱為畢程魔室長。和陶格，帕主任，羅博高曾是萌學園同學，曾任萌學園的校長。由於自身魔法能力不強，但對魔法輔具極為精通，表面上平易近人、温和大方，實際上野心勃勃，偷偷學習暗黑魔法，企圖利用極光輻能結合魔法輔具統治整個宇宙，以證明自己的能力。 最終被達諾長老輸入大量極光輻能，產生巨大的輻能爆炸，兩人同歸於盡。 第五季 - 與陶格和亮晶晶共同管理夸特諾基地 - 當選萌學園新任校長 - 真實身份是長期以來陷害萌學園的黑魔王 - 隱藏魔偷眼好讓自己可以無時無刻監視 - 黑化索雷伊聖劍及拘禁帝蒂娜、潼恩和陶喜兒 - 夢想找到極光封印來統治夸克族 - 103集與傑西找到極光封印，發現有三族封印，積極尋找封印鑰匙 - 被陶格長老騙說芭瑞絲是三族封印鑰匙，中了圈套，終於現出真面目 - 104集時出現在他回憶中的女性似乎和他變成黑魔王有關（可能是陶喜兒媽媽） - 108集三族之鑰都到手，和極光族一起去極光之地解開輻能封印 - 109集因為被瑪雅和達諾長老用輻能偷襲，而與達諾同歸於盡 | 89-96.98-101.103-109                        |
| 暉 倪  | 陶喜兒           | 參考夸克族-學生 | 參考夸克族-學生                             |

### 客串角色
| 演員              | 角色名稱            | 人物介紹 | 登場集數                                     |
| 蘇品杰            | 烈焱堅尼（童年）    | 幼年時期的堅尼。 | 1.3                                          |
| 黃建群            | 霍森                | 坎貝爾家族的成員，艾瑞克的父親，相當不滿意艾瑞克與烏克娜娜的戀情。 | 1                                            |
| 姚黛瑋            | 霍夫人              | 坎貝爾家族的成員，艾瑞克的母親，一心想要讓艾瑞克娶小芙蝶為妻，並不喜歡烏克娜娜。 | 8                                            |
| 蔡頤榛            | 肯思嘉              | 肯荳姬的女兒，烏克娜娜和烏拉拉的母親，因為愛上了身為闇黑族的烏，使他們跨越了雙方的仇恨，然而當被肯荳姬校長發現後，兩人逃離後到了人類世界，當闇黑大帝對於地球發動戰爭後導致雙方犧牲，留下了烏克娜娜和烏拉拉。在肯荳姬記憶裡出現。 | 22                                           |
| 蜆仔              | 哈哈省              | 原本要請哈哈神，但經費不夠所以才請他。 | 27                                           |
| 王德生            | 長老                | 與肯荳姬共同參予會議的長老。 | 53-55.63-64.68                               |
| 尚 智             | 長老                | 與肯荳姬共同參予會議的長老。 | 53.55.63-64.68                               |
| 陳羿柏            | 黑衣人              | | 不明。                                       |
| 李至元            | 學生                | 萌學園的學生 | 不定期                                       |
| 汪甯亞            | 學生                | 萌學園的學生 | 不定期                                       |
| 曾淯榮            | 學生                | 萌學園的學生 | 不定期                                       |
| 吳秋男            | 學生                | 萌學園的學生 | 不定期                                       |
| 梁瑋庭            | 學生                | 萌學園的學生 | 不定期                                       |
| 張宛貞            | 學生                | 萌學園的學生 | 不定期                                       |
| 陳睿翔            | 學生                | 萌學園的學生 | 不定期                                       |
| 吳思樺            | 學生                | 萌學園的學生 | 不定期                                       |
| 劉淳淳            | 學生                | 萌學園的學生 | 不定期                                       |
| 蔡詩敏            | 學生                | 萌學園的學生 | 不定期                                       |
| 盧麗雯            | 學生                | 萌學園的學生 | 不定期                                       |
| 周靜怡            | 旅人                | 時空驛站的客人 | 不定期                                       |
| 陳柏源            | 旅人                | 時空驛站的客人 | 不定期                                       |
| 劉芸家            | 旅人                | 時空驛站的客人 | 不定期                                       |
|                   | 尼古拉斯‧賀普教授   | 賀普家族的成員，艾格妮絲的父親與母親，過去因研究再生能量而遭到闇黑族抓走，在第五季最後與女兒重逢，並回到夸克星球居住。 | 56-57                                        |
| 何曼寧            | 賀普夫人            | 賀普家族的成員，艾格妮絲的父親與母親，過去因研究再生能量而遭到闇黑族抓走，在第五季最後與女兒重逢，並回到夸克星球居住。 | 56-57.80.82                                  |
|                   | 小雷                | 歐斯·蓋達的親生兒子，已去世。 | 37                                           |
| 劉家成            | 耳貝                | 萌學園的傳話人，出場時會說:「Ladies And Gentlemen ，This Is 耳貝」，再跳舞、轉圈把耳貝交給他。 | 7-9.12.47.51                                 |
| （第一季）        | 如果                | 謎亞星思考時出現的人物。 | 3-4.6.56                                     |
| 陳冠旭 （第四季） | 如果                | 謎亞星思考時出現的人物。 | 3-4.6.56                                     |
|                   | 魔法氣味精靈        | 召喚咒語:聞一聞、嗅一嗅，是香還是臭，找出其中的原由，魔法氣味精靈，出。 口頭禪:①……是應該的，為你服務是我的榮幸，不論是任何要求，我一定使命必達。 ②沒問題、沒問題，包在我身上。 第三季 - 很怕臭豆腐 - 討厭歐斯•蓋達 - 愛吃香蕉 - 只要聞氣味就可以分辨是誰的味道 | 33                                           |
| 黃聖峰            | 黑熊                | 烏拉拉所召喚出來的熊。 | 4.6.9-10                                     |
| 黃聖峰            | 無尾熊              | 烏拉拉所召喚出來的熊。 | 4.6.9-10                                     |
| 黃聖峰            | 貓熊                | 烏拉拉所召喚出來的熊。 | 4.6.9-10                                     |
| 黃聖峰            | 北極熊              | 烏拉拉所召喚出來的熊。 | 4.6.9-10                                     |
|                   | 玩具熊 （熊熊忘記） | 烏拉拉所召喚出來的熊。 | 4-5                                          |
| 黃聖峰            | 臉書                | 放置於圖書館裡的石膏像型魔法百科，只要在板子上寫上要查詢的關鍵字，讓他看一下便可得到相關資訊，查詢不該查詢的資料會說"查無資料" 希望此人放棄查詢。 第一季 - 是書籍查詢系統與投票機。 第二季 - 在板子寫上或在附近提到「作弊」與其相關的詞彙的話，臉書就會呼叫警衛，隨後帕主任就會趕到現場取締作弊的學生。 第三季 - 告訴謎亞星關於冥月頑石的資料所在，遭人下了闇黑毒 。 第四季 - 因紅色月亮關係曾一度消失。 | 2.5-7.11.13-14.24.33.40-41.44-45.47-48.51-52 |
| 張馥桂            | 新臉書              | 更新後的臉書，男版是海盜船長，女版是算命師，只要回答他的問題就可以詢問資訊。 | 55                                           |
| 黃佳婈            | 新臉書              | 更新後的臉書，男版是海盜船長，女版是算命師，只要回答他的問題就可以詢問資訊。 | 54.56.62-64.69-71.73.82                      |
| 蕭志瑋            | 小助                | 芭瑞絲的隨從，經常用錯成語和諺語。 | 103-104                                      |
| 杨运              | 主持人              | 好學生大明星的主持人。 | 103                                          |

## 闇黑族

### 首領
| 演員                                                | 角色名稱                     | 人物介紹 | 登場集數                                                                   |
| 賈培德 （人形未現身時的聲音演出）                   | 闇黑大帝                     | - 魔法：闇黑血咒、吞噬咒、人偶術、闇黑咒印、闇黑焚火、闇黑蒐羅術、闇黑大法、闇黑煉獄、闇黑防護盾、闇黑因子、闇黑失心術、闇黑巫魔咒、不自主魔法、闇黑靈石大法、靈石歸位、靈石現形、闇黑落雷、闇黑魔法反轉術。 兩百年前曾是夸克族的大長老，晚年卻懼怕死亡開始追求強大的力量。利用五星合力的原理將四位忠誠的使徒做成闇黑靈石之陣，並吸取他們的力量得到永恆的壽命及法力，爾後更是企圖想要統治整個宇宙，並在夸克星球上掀起了黑誇大戰，最終卻被奈亞公主以終極索雷伊聖劍擊敗，其四顆靈石也隨之而散。 強調忠心，不喜歡部下的欺騙和背叛，否則將受到慘痛的代價，其規矩是只要替他做事，就可以幫他實現任何許願。 闇黑靈石代表著闇黑大帝的壽命及力量，隨著靈石的增加，樣貌也隨之改變:深黑紫→亮深紫→鮮紫紅→長角（橘紅色），最後在吸收陰森女公爵後恢復人形。 闇黑兄弟 闇黑大弟 第一季 - 本劇首任，派夏光磊潛入把烏克娜娜帶走，派拳霸以口琴控制烏拉拉攻擊其他人，對烏拉拉下闇黑血咒，最後被索雷伊聖劍殺死（亦因此烏拉拉犧牲了性命）。 闇黑大帝 第二～四季 - 闇黑大弟的哥哥，一心要為弟弟報仇，派遣毒蜘蛛臥底，給宜靜幕後黑手控制烏克娜娜，利用藏在熇炎身上的吞噬咒得到吸血大王一半的能力，並開啟Dr‧維多利亞的闇黑咒印。 - 奪回冥月頑石後聽從闇黑使者建議，逼她打開地下水道入口，讓闇黑軍團入侵（已有塔塔魯石）；出現在烏克娜娜夢中，並利用她因失去冥月頑石渴望力量發作闇黑基因；給司徒朗黑色鈴鐺，派鄭經將軍與萌戰士對戰，決議放走他們以尋求更多機會；得到黑磁石後下令盡快找出闇黑檔案X；因B卡索搞丟輪迴血石的失誤極為震怒而派Kiki潛入，趁哈利波波與闇黑使者和軍團對戰中奪回；以青春為條件叫Kiki盡快找出海地司，並派遺許多闇黑臥底潛入萌學園；得知海地司的下落後，下令所有闇黑臥底打開下水道入口，讓闇黑軍團一起搶奪海地司；因搶奪海地司失敗，地下水道入口也被封印極度憤怒而電死闇黑使者。 - 利用身上靈石化成秘形之身（兔子）監視夸克族舉動；以給陰森女公爵獨立形體為條件要她逼萌騎士打開下水道，出來後回收她恢復人形；攻擊爓王時種下毒籐蔓闇黑因子；抓走無言和帝蒂娜（為解除奈亞之淚而留活口）回到闇黑巢穴，並將無言「洗腦」。為奪回海地司假扮浩瀚銀河爵士潛入；抓走小芙蝶及真正的浩瀚銀河爵士；用秘形之身作出假的艾格妮絲；叫無言假扮自己以便「裡應外合」進攻（實為趁機除去）；拿回海地司後回去啟動五顆靈石與肯荳姬決鬥,因能量消耗過大，於28集才恢復型體，後來塔塔魯石和輪迴血石恢復能量，喚出其型體喚魂魔王和陰森女公爵，命令他們帶著肯荳姬的手杖「下戰帖」，七天後正午準時「接收」萌學園（當天是「百年難得一見」的日全蝕，會出現鑽石環、倍里珠，其極強大的黑暗力量會迅速使海地司與冥月頑石恢復能量）。得知消息後再命令他們一起搶奪無極能量藥水及索雷伊聖劍，成功得手後獎賞陰森女公爵（而裡面的喜悅之淚解除了奈亞之淚）。最後被萌騎士用計引入時空裂縫，被「五星及奈亞公主緊密結合」的終極索雷伊聖劍硬生生刺穿，劇烈「爆炸」而死，餘威極其強大影響深遠並席捲整個宇宙，造成隱藏其中之能量釋出，因而產生時空摺疊、錯亂，導致大量隕石流往地球移動（第五季由此事開端）。 闇黑大帝 第五季 - 鏡中世界陰森女王回憶講述身世時出現，賦予陰森女王輪迴的力量，開啟她無止盡戰鬥輪迴的命運安排。現實世界的陰森女王也討厭他，因此不想讓他復活。 | 3.5.9.12.14.16-18.21-23.25.27.29-30.32-33.35.37-42.44.46-49.51-52.54.56-68 |
| （第一季人形）                                      | 闇黑大帝                     | - 魔法：闇黑血咒、吞噬咒、人偶術、闇黑咒印、闇黑焚火、闇黑蒐羅術、闇黑大法、闇黑煉獄、闇黑防護盾、闇黑因子、闇黑失心術、闇黑巫魔咒、不自主魔法、闇黑靈石大法、靈石歸位、靈石現形、闇黑落雷、闇黑魔法反轉術。 兩百年前曾是夸克族的大長老，晚年卻懼怕死亡開始追求強大的力量。利用五星合力的原理將四位忠誠的使徒做成闇黑靈石之陣，並吸取他們的力量得到永恆的壽命及法力，爾後更是企圖想要統治整個宇宙，並在夸克星球上掀起了黑誇大戰，最終卻被奈亞公主以終極索雷伊聖劍擊敗，其四顆靈石也隨之而散。 強調忠心，不喜歡部下的欺騙和背叛，否則將受到慘痛的代價，其規矩是只要替他做事，就可以幫他實現任何許願。 闇黑靈石代表著闇黑大帝的壽命及力量，隨著靈石的增加，樣貌也隨之改變:深黑紫→亮深紫→鮮紫紅→長角（橘紅色），最後在吸收陰森女公爵後恢復人形。 闇黑兄弟 闇黑大弟 第一季 - 本劇首任，派夏光磊潛入把烏克娜娜帶走，派拳霸以口琴控制烏拉拉攻擊其他人，對烏拉拉下闇黑血咒，最後被索雷伊聖劍殺死（亦因此烏拉拉犧牲了性命）。 闇黑大帝 第二～四季 - 闇黑大弟的哥哥，一心要為弟弟報仇，派遣毒蜘蛛臥底，給宜靜幕後黑手控制烏克娜娜，利用藏在熇炎身上的吞噬咒得到吸血大王一半的能力，並開啟Dr‧維多利亞的闇黑咒印。 - 奪回冥月頑石後聽從闇黑使者建議，逼她打開地下水道入口，讓闇黑軍團入侵（已有塔塔魯石）；出現在烏克娜娜夢中，並利用她因失去冥月頑石渴望力量發作闇黑基因；給司徒朗黑色鈴鐺，派鄭經將軍與萌戰士對戰，決議放走他們以尋求更多機會；得到黑磁石後下令盡快找出闇黑檔案X；因B卡索搞丟輪迴血石的失誤極為震怒而派Kiki潛入，趁哈利波波與闇黑使者和軍團對戰中奪回；以青春為條件叫Kiki盡快找出海地司，並派遺許多闇黑臥底潛入萌學園；得知海地司的下落後，下令所有闇黑臥底打開下水道入口，讓闇黑軍團一起搶奪海地司；因搶奪海地司失敗，地下水道入口也被封印極度憤怒而電死闇黑使者。 - 利用身上靈石化成秘形之身（兔子）監視夸克族舉動；以給陰森女公爵獨立形體為條件要她逼萌騎士打開下水道，出來後回收她恢復人形；攻擊爓王時種下毒籐蔓闇黑因子；抓走無言和帝蒂娜（為解除奈亞之淚而留活口）回到闇黑巢穴，並將無言「洗腦」。為奪回海地司假扮浩瀚銀河爵士潛入；抓走小芙蝶及真正的浩瀚銀河爵士；用秘形之身作出假的艾格妮絲；叫無言假扮自己以便「裡應外合」進攻（實為趁機除去）；拿回海地司後回去啟動五顆靈石與肯荳姬決鬥,因能量消耗過大，於28集才恢復型體，後來塔塔魯石和輪迴血石恢復能量，喚出其型體喚魂魔王和陰森女公爵，命令他們帶著肯荳姬的手杖「下戰帖」，七天後正午準時「接收」萌學園（當天是「百年難得一見」的日全蝕，會出現鑽石環、倍里珠，其極強大的黑暗力量會迅速使海地司與冥月頑石恢復能量）。得知消息後再命令他們一起搶奪無極能量藥水及索雷伊聖劍，成功得手後獎賞陰森女公爵（而裡面的喜悅之淚解除了奈亞之淚）。最後被萌騎士用計引入時空裂縫，被「五星及奈亞公主緊密結合」的終極索雷伊聖劍硬生生刺穿，劇烈「爆炸」而死，餘威極其強大影響深遠並席捲整個宇宙，造成隱藏其中之能量釋出，因而產生時空摺疊、錯亂，導致大量隕石流往地球移動（第五季由此事開端）。 闇黑大帝 第五季 - 鏡中世界陰森女王回憶講述身世時出現，賦予陰森女王輪迴的力量，開啟她無止盡戰鬥輪迴的命運安排。現實世界的陰森女王也討厭他，因此不想讓他復活。 | 13                                                                         |
| 黃仲崑 （第四季人形；人形未現身時由賈培德聲音演出） | 闇黑大帝                     | - 魔法：闇黑血咒、吞噬咒、人偶術、闇黑咒印、闇黑焚火、闇黑蒐羅術、闇黑大法、闇黑煉獄、闇黑防護盾、闇黑因子、闇黑失心術、闇黑巫魔咒、不自主魔法、闇黑靈石大法、靈石歸位、靈石現形、闇黑落雷、闇黑魔法反轉術。 兩百年前曾是夸克族的大長老，晚年卻懼怕死亡開始追求強大的力量。利用五星合力的原理將四位忠誠的使徒做成闇黑靈石之陣，並吸取他們的力量得到永恆的壽命及法力，爾後更是企圖想要統治整個宇宙，並在夸克星球上掀起了黑誇大戰，最終卻被奈亞公主以終極索雷伊聖劍擊敗，其四顆靈石也隨之而散。 強調忠心，不喜歡部下的欺騙和背叛，否則將受到慘痛的代價，其規矩是只要替他做事，就可以幫他實現任何許願。 闇黑靈石代表著闇黑大帝的壽命及力量，隨著靈石的增加，樣貌也隨之改變:深黑紫→亮深紫→鮮紫紅→長角（橘紅色），最後在吸收陰森女公爵後恢復人形。 闇黑兄弟 闇黑大弟 第一季 - 本劇首任，派夏光磊潛入把烏克娜娜帶走，派拳霸以口琴控制烏拉拉攻擊其他人，對烏拉拉下闇黑血咒，最後被索雷伊聖劍殺死（亦因此烏拉拉犧牲了性命）。 闇黑大帝 第二～四季 - 闇黑大弟的哥哥，一心要為弟弟報仇，派遣毒蜘蛛臥底，給宜靜幕後黑手控制烏克娜娜，利用藏在熇炎身上的吞噬咒得到吸血大王一半的能力，並開啟Dr‧維多利亞的闇黑咒印。 - 奪回冥月頑石後聽從闇黑使者建議，逼她打開地下水道入口，讓闇黑軍團入侵（已有塔塔魯石）；出現在烏克娜娜夢中，並利用她因失去冥月頑石渴望力量發作闇黑基因；給司徒朗黑色鈴鐺，派鄭經將軍與萌戰士對戰，決議放走他們以尋求更多機會；得到黑磁石後下令盡快找出闇黑檔案X；因B卡索搞丟輪迴血石的失誤極為震怒而派Kiki潛入，趁哈利波波與闇黑使者和軍團對戰中奪回；以青春為條件叫Kiki盡快找出海地司，並派遺許多闇黑臥底潛入萌學園；得知海地司的下落後，下令所有闇黑臥底打開下水道入口，讓闇黑軍團一起搶奪海地司；因搶奪海地司失敗，地下水道入口也被封印極度憤怒而電死闇黑使者。 - 利用身上靈石化成秘形之身（兔子）監視夸克族舉動；以給陰森女公爵獨立形體為條件要她逼萌騎士打開下水道，出來後回收她恢復人形；攻擊爓王時種下毒籐蔓闇黑因子；抓走無言和帝蒂娜（為解除奈亞之淚而留活口）回到闇黑巢穴，並將無言「洗腦」。為奪回海地司假扮浩瀚銀河爵士潛入；抓走小芙蝶及真正的浩瀚銀河爵士；用秘形之身作出假的艾格妮絲；叫無言假扮自己以便「裡應外合」進攻（實為趁機除去）；拿回海地司後回去啟動五顆靈石與肯荳姬決鬥,因能量消耗過大，於28集才恢復型體，後來塔塔魯石和輪迴血石恢復能量，喚出其型體喚魂魔王和陰森女公爵，命令他們帶著肯荳姬的手杖「下戰帖」，七天後正午準時「接收」萌學園（當天是「百年難得一見」的日全蝕，會出現鑽石環、倍里珠，其極強大的黑暗力量會迅速使海地司與冥月頑石恢復能量）。得知消息後再命令他們一起搶奪無極能量藥水及索雷伊聖劍，成功得手後獎賞陰森女公爵（而裡面的喜悅之淚解除了奈亞之淚）。最後被萌騎士用計引入時空裂縫，被「五星及奈亞公主緊密結合」的終極索雷伊聖劍硬生生刺穿，劇烈「爆炸」而死，餘威極其強大影響深遠並席捲整個宇宙，造成隱藏其中之能量釋出，因而產生時空摺疊、錯亂，導致大量隕石流往地球移動（第五季由此事開端）。 闇黑大帝 第五季 - 鏡中世界陰森女王回憶講述身世時出現，賦予陰森女王輪迴的力量，開啟她無止盡戰鬥輪迴的命運安排。現實世界的陰森女王也討厭他，因此不想讓他復活。 | 68-72.74.76-82                                                             |
| （第五季人形）                                      | 闇黑大帝                     | - 魔法：闇黑血咒、吞噬咒、人偶術、闇黑咒印、闇黑焚火、闇黑蒐羅術、闇黑大法、闇黑煉獄、闇黑防護盾、闇黑因子、闇黑失心術、闇黑巫魔咒、不自主魔法、闇黑靈石大法、靈石歸位、靈石現形、闇黑落雷、闇黑魔法反轉術。 兩百年前曾是夸克族的大長老，晚年卻懼怕死亡開始追求強大的力量。利用五星合力的原理將四位忠誠的使徒做成闇黑靈石之陣，並吸取他們的力量得到永恆的壽命及法力，爾後更是企圖想要統治整個宇宙，並在夸克星球上掀起了黑誇大戰，最終卻被奈亞公主以終極索雷伊聖劍擊敗，其四顆靈石也隨之而散。 強調忠心，不喜歡部下的欺騙和背叛，否則將受到慘痛的代價，其規矩是只要替他做事，就可以幫他實現任何許願。 闇黑靈石代表著闇黑大帝的壽命及力量，隨著靈石的增加，樣貌也隨之改變:深黑紫→亮深紫→鮮紫紅→長角（橘紅色），最後在吸收陰森女公爵後恢復人形。 闇黑兄弟 闇黑大弟 第一季 - 本劇首任，派夏光磊潛入把烏克娜娜帶走，派拳霸以口琴控制烏拉拉攻擊其他人，對烏拉拉下闇黑血咒，最後被索雷伊聖劍殺死（亦因此烏拉拉犧牲了性命）。 闇黑大帝 第二～四季 - 闇黑大弟的哥哥，一心要為弟弟報仇，派遣毒蜘蛛臥底，給宜靜幕後黑手控制烏克娜娜，利用藏在熇炎身上的吞噬咒得到吸血大王一半的能力，並開啟Dr‧維多利亞的闇黑咒印。 - 奪回冥月頑石後聽從闇黑使者建議，逼她打開地下水道入口，讓闇黑軍團入侵（已有塔塔魯石）；出現在烏克娜娜夢中，並利用她因失去冥月頑石渴望力量發作闇黑基因；給司徒朗黑色鈴鐺，派鄭經將軍與萌戰士對戰，決議放走他們以尋求更多機會；得到黑磁石後下令盡快找出闇黑檔案X；因B卡索搞丟輪迴血石的失誤極為震怒而派Kiki潛入，趁哈利波波與闇黑使者和軍團對戰中奪回；以青春為條件叫Kiki盡快找出海地司，並派遺許多闇黑臥底潛入萌學園；得知海地司的下落後，下令所有闇黑臥底打開下水道入口，讓闇黑軍團一起搶奪海地司；因搶奪海地司失敗，地下水道入口也被封印極度憤怒而電死闇黑使者。 - 利用身上靈石化成秘形之身（兔子）監視夸克族舉動；以給陰森女公爵獨立形體為條件要她逼萌騎士打開下水道，出來後回收她恢復人形；攻擊爓王時種下毒籐蔓闇黑因子；抓走無言和帝蒂娜（為解除奈亞之淚而留活口）回到闇黑巢穴，並將無言「洗腦」。為奪回海地司假扮浩瀚銀河爵士潛入；抓走小芙蝶及真正的浩瀚銀河爵士；用秘形之身作出假的艾格妮絲；叫無言假扮自己以便「裡應外合」進攻（實為趁機除去）；拿回海地司後回去啟動五顆靈石與肯荳姬決鬥,因能量消耗過大，於28集才恢復型體，後來塔塔魯石和輪迴血石恢復能量，喚出其型體喚魂魔王和陰森女公爵，命令他們帶著肯荳姬的手杖「下戰帖」，七天後正午準時「接收」萌學園（當天是「百年難得一見」的日全蝕，會出現鑽石環、倍里珠，其極強大的黑暗力量會迅速使海地司與冥月頑石恢復能量）。得知消息後再命令他們一起搶奪無極能量藥水及索雷伊聖劍，成功得手後獎賞陰森女公爵（而裡面的喜悅之淚解除了奈亞之淚）。最後被萌騎士用計引入時空裂縫，被「五星及奈亞公主緊密結合」的終極索雷伊聖劍硬生生刺穿，劇烈「爆炸」而死，餘威極其強大影響深遠並席捲整個宇宙，造成隱藏其中之能量釋出，因而產生時空摺疊、錯亂，導致大量隕石流往地球移動（第五季由此事開端）。 闇黑大帝 第五季 - 鏡中世界陰森女王回憶講述身世時出現，賦予陰森女王輪迴的力量，開啟她無止盡戰鬥輪迴的命運安排。現實世界的陰森女王也討厭他，因此不想讓他復活。 | 119（回憶）                                                                |
| 楊琪                                                | 陰森女公爵→陰森女王→陰森老師 | - 魔法：枯葉印記、枯萎術、枯萎術（封印/結網）、強力枯萎術、輪迴枯萎葬心法、反噬鏡封印術、天旋地轉、輪迴枯萎術 、輪迴枯萎隔離罩、風乾橘子皮、陰森枯萎花、記憶枯萎、枯萎藤蔓/雙藤蔓、枯萎毒氣、召喚/回收輻能小兵、陰森血腥毒藤蔓、靈石分身。 輪迴血石的型體，自稱為「閉月羞花、沉魚落雁、傾國傾城、黯然消魂的陰森（嗚呼）女公爵（第四季）」，以及「我就是，輪輪迴迴，轉來轉去，沒完沒了，銘謝惠顧，再來一次，謝謝光臨的，陰森~女王（第五季）」 生命會不斷輪迴，維持同一樣貌。最初是一個普通的石頭，被闇黑大帝選中賦予輪迴力量。最害怕臉上出現皺紋以及自身消失（回到闇黑大帝身上）。 第四季 - 於黑夸大戰被封在時空裂縫213年，得到海地司後逃出 - 為得到獨立的形體而被闇黑大帝利用 - 回到闇黑大帝身上消失前, 把海地司交給無言（結束此次輪迴） - 因闇黑大帝召喚輪迴血石而再次出現（再次輪迴） - 討厭喚魂魔王 - 領命與喚魂魔王共同搶奪無極能量藥水，因成功而得到豐厚獎賞 - 最後被萌騎士用計引入時空裂縫，為闇黑大帝擋索雷伊聖劍而被刺穿，「魂飛魄散」而死 第五季 - 闇黑大帝被杀死后輪迴血石再次召唤新形体 - 与五颗灵石和黑化的索雷伊圣剑融合並自稱女王 - 用枯葉印記俘虜瑪雅和傑西成為奴隸 - 取出並封存大甜甜老師對她弱點相關記憶。 - 為永保青春決定要拿到萌騎士能量 - 叫阿琺、傑西和瑪雅去搶萌騎士能量 - 假扮謎亞星進入萌學園，被帝蒂娜和艾瑞克識破。 - 把謎亞星、潼恩、爓王丟進反噬鏡，得到三星能量 - 帶領闇黑軍團和輻能小兵包圍萌學園且把改造成「陰森學園」，同時抓帕主任和一些同學當人質。 - 原本想再得幻之星能量所以利用身上能量召喚，最後不但沒搶到，連原本的也脫離，為此極為憤怒。 - 把所有輻能小兵回收到自己體內，力量變得更強大，跟萌騎士和其他人正面交鋒，但不敵眾人最後消失。 - 陶格長老為了救陶喜兒，奮不顧身將陶喜兒推開，陶格受到陰森女王的枯萎藤蔓與陰森血腥毒藤蔓攻擊，昏迷不醒，隨後歐趴趕回來治療，不料毒藤蔓毒性更劇烈。 - 120集時能量會隨時攻擊任何人。 - 121集再度輪迴復活，抓住萌騎士並吸收了五星能量，但卻因此中計被淨化為好人，並擔任老師教授黑夸歷史課。 | 63-68.80-82.109-119.121                                                    |
| 古斌                                                | 喚魂魔王                     | - 魔法：奪心術（讀心術的強力版，可以即時讀取他周遭所有人的思想）、唱歌。 塔塔魯石的形體。 第四季 - 領命帶著肯荳姬的手杖「下戰帖」 - 領命與陰森女公爵共同搶奪無極能量藥水 - 最後被萌騎士用計引入時空裂縫，為闇黑大帝擋索雷伊聖劍而被刺穿「魂飛魄散」而死。 | 80-82                                                                      |

### 導師
| 演員   | 角色名稱 | 人物介紹 | 登場集數       |
| 尹嘉萱 | Kiki     | 人類女巫，真實年齡是273歲，從人類世界來到萌學園，擔任老师，為得到青春而幫闇黑大帝做事，但一直都沒有朋友。 第三季 - 從人類世界來到萌學園，擔任老师 - 在芭瑞絲和蕊蕊的感化下，改邪歸正，並救了她们和木蘭花花。 - 在歐趴身上下巫毒 - 與木蘭花花、蕊蕊和芭瑞絲成了好朋友 | 47-52          |
| 林翰   | 無言     | - 魔法：闇黑巫魔咒，闇黑煉獄（闇黑大帝傳授） 闇黑大帝派來的護理士（卧底），寵物是兔子(King)。後透露是多年前帕滑落地在南萌監考因魔法升級檢定考批定不及格，而被迫害退學的學生。為報仇與闇黑大帝交易為他辦事。 第四季 - 受到帕主任不計前嫌的原諒後決定改過向善以報答恩情，被陰森女公爵控制後決定「假投靠」好暗中幫助同學。 - 被闇黑大帝抓走後記憶被消除，替他回到萌學園秘密臥底及找尋海地司，被帕滑落地發現，並對他攻擊巫魔咒（擁有闇黑之心）。 - 被闇黑大帝當作他的分身，最終了解自己被出賣後，把闇黑之心交給帝蒂娜後死亡。 | 54-72.74.76-77 |

### 學生
| 演員   | 角色名稱 | 人物介紹 | 登場集數             |
| 夏漢君 | 夏光磊   | - 等級：中等部——中級自然系魔法士 - 魔法：枯萎術、地熱、影子竊取術（魔法偷偷） 闇黑卧底及使者，因長期待在闇黑大帝身邊，伴君如伴虎，所以個性十分小心翼翼且謹慎，也非常不信任他人，對所有人都抱持著懷疑，相信每一個人都是自私自利具有黑暗的一面，只是刻意隱藏起來了，認為天底下沒有真正為別人付出與犧牲的人存在。 第一季 - 為了彌補莉卡的失敗而被懲罰，要他親自潛入得到奈亞公主的秘密，並吃下白色藥丸壓抑本身闇黑能力，順利潛入學園裡，然而最後被藍寶和堅尼打動，凈化身體的黑暗力量後，繼續留在萌學園幫助萌騎士們。 第二季 - 已經轉學到北萌。 | 2-3.5-7.10-12        |
| 翁子麒 | 莉卡     | - 等級：中等部：中级动物系魔法士 - 魔法：透视——猫头鹰 大甜甜護理長的人偶，因魔法也能在夜晚看得很清晰，所以暗黑大帝利用她，對她下咒成為闇黑臥底。 可愛又愛笑，因外貌長得甜美，所以很得男生們的緣，事實上個性是少一根筋，總是顧前不顧後，非常迷糊。因被闇黑大帝下咒而夜襲同學，被肯豆姬校長洗掉記憶後送出萌學園。 | 1-5                  |
| 張善為 | 熇炎     | 參考 夸克族-師資陣容 | 參考 夸克族-師資陣容 |
| 西瓜   | 拳霸     | - 高等部：中级超能力系魔法士 - 魔法：不明。 不論猜什麼拳，一定都會贏，打敗天下無敵手，關鍵在於:快！總能在別人出拳那0.01秒的間差，看出別人的拳路而得勝。 原本是夸克族流落地球的孤兒，時常受到人類的輕視及不友善的對待，從沒品嘗過溫暖，被闇黑大帝吸收加以培訓進行洗腦，然後再以原來的身分順利進入萌學園裡就讀，成為闇黑臥底。 在與小芙蝶相處的過程里被天真善良的小芙蝶吸引，興起想保護她的念頭，最後為了小芙蝶還背叛了暗黑大帝而改邪歸正，追隨小芙蝶回到地球。 | 9-10                 |
| 紀睿騰 | 阿       | - 魔法：枯萎術（可以捆綁或攻擊別人）。 隱藏在精靈族的闇黑臥底，吃了某種藥丸假冒成精靈防衛隊員，討厭使他有过敏反应的香蕉，甚至是有其成分的东西也觉得噁心。 第五季 - 在戰情室的太陽系防護網外層做了手腳，好讓自己可以在萌學園和極光之地兩邊自由傳輸，並隱藏其所在位置。 - 被爓王發現他的耳朵大小會改變因此測試他的魔法能力，發現他有闇黑族魔法，所以被識破身分並現出原貌。 - 對陰森女王“假忠心”，目的是想利用封存有大甜甜老师關於陰森女王弱点的記憶珍珠，讓夸克族和陰森女王打起來，好趁機奪取萌骑士五星能量讓闇黑大帝復活。 - 和傑西、瑪雅去搶萌騎士能量 - 因怕打不過萌學園的人所以請陰森女王給一些藤蔓毒能量，不料他的目的已經被知道，所以使用能量時自己也會中毒，因此“死亡”消失。事實上並沒死，但身上還是有藤蔓毒，被警告下次再犯就沒這麼簡單了。 - 和無法集結闇黑軍團。身上的藤蔓毒還在持續擴散。 | 106-121              |
|        | 無法     | - 魔法：枯萎術。 陰森女王的手下。 第五季 - 和阿珐集結闇黑軍團 - 被謎亞星逼出索雷伊聖劍的藏匿處 | 110-121              |
|        | 無天     | - 魔法：枯萎術。 陰森女王的手下，心地善良且比较膽小，被陰森女王抓去被迫成為奴隸。 第五季 - 113集被丟進飄渺空間，同時瑪雅為了救她而一起掉入，但瑪雅又被抓了回去，因羅博高等人開啟定位系統才掉出，然後被送至萌學園。 - 来到萌學園在潼恩的解釋與介紹後消除對夸克族的誤解。 | 110-114              |
| 阿 本  | 阿諾     | - 等級：中等部-高级自然系魔法士→中等部-高级療癒系魔法士（竊取療癒魔法） 魔法:隱形時空，開、竊取術，闇黑气息，暴雷術、魔法undo，修修補補，復原、防禦魔盾 闇黑族的闇黑使者之一，天誅鬼手的主人，十幾年前奉了暗黑大帝的命令攻擊智者輩出的斯坦家族，使用天誅鬼手詛咒謎亞星和諾蓓兒，使他們不會對暗黑大帝構成威脅。使用了欧趴的变身魔法，可以使自己的外形在一段时间内和真的欧趴一樣，在此期间假扮歐趴進入萌學園。 第六季 - 真实身份是闇黑使者。 - 藏有詛咒石，还有欧趴做人质。 - 第9集回到萌學園，而且第一次見到雷普說是似曾相識。 - 第10集知道卜快老師與傑西再找復活石，而監視兩人。 - 第10集在圖書館與謎亞星感覺有人躲在那邊。 - 第13集与闇黑小弟谈话被诺蓓儿听到，逼迫她做事。知道如何解开天誅鬼手的诅咒－因為當時詛咒就是他奉闇黑大帝之命下的。 - 第14集叫諾蓓兒把雷绳往謎亞星的身上丟。 - 第15集想要让闇黑将军與武士归顺与他，夺得闇黑将军武器天誅鬼手，攻击月之星潼恩，并且想让复活石吸取月之星能量。 - 第16集替諾蓓兒與謎亞星解開詛咒，但之後重創謎亞星。 - 第16集宣稱知道雷普的「醜事」。後被他的攻擊導致死亡。 | 第六季第9-16話       |

### 友情客串
| 演員   | 角色名稱    | 人物介紹 | 登場集數            |
|        | 暗黑使者·烏 | 肯思嘉的丈夫，烏克娜娜和烏拉拉的父親。由於愛上身為夸克族的思嘉，最後跟她私奔到人類世界生活，為表示決心也將冥月頑石偷走交給肯荳姬，後因闇黑大帝發動戰爭，而與思嘉雙雙犧牲留下了兩個女兒，並把闇黑血統遺傳給烏克娜娜。                                     | 22.33               |
| 馬利歐 | 鄭經將軍    | - 絕招:黑手掌 闇黑大帝手下中的高手。 第三季 - 萌戰士討伐以前被闇黑大帝派遣在地下水道佈好陣勢。 - 與歐斯蓋達正面交鋒，但是連敗三回。 - 用黑手掌把爓王打倒了。                                                                                             | 37                  |
| 張凱徹 | 闇黑武士    | - 魔法:枯萎術，穿心掌，闇黑移轉咒。 闇黑大帝的手下，討厭阿諾，相當期待闇黑大帝復活的時刻。 闇黑武士 - 第10集派了闇黑小弟到萌學園監視。 - 第17集在萌學園攻擊潼恩並把復活石與詛咒石給抢走。 - 想奪取將軍的位子，闇黑大帝復活之後移轉到自己身上攻擊萌騎士。 | 130-133.136.138-141 |

## 吸血族

### 首領
| 演員 | 角色名稱 | 人物介紹 | 登場集數                      |
| 阿本 | 吸血大王 | - 魔法:光速拳／化解魔法（「我化」） 吸血族的首領，能夠附身及壓制附身者的靈魂、或是召喚吸血大軍，並附身在藍寶身上。 | 13-24（無間蛋） 24-26（附身） |

### 老師
| 演員   | 角色名稱   | 人物介紹 | 登場集數       |
| 胡修維 | 古拉克伯爵 | 吸血族的伯爵。曾任過萌學園的驅魔師，為了奪回孕育著吸血大王的無間蛋，打開下水道讓熇炎入侵後被關在籠中。 名字的由來是德古拉，加上英文"Good luck"（好運氣）。 | 14-17.19.21-22 |

### 學生
| 演員 | 角色名稱 | 人物介紹             | 登場集數             |
| 阿本 | 藍寶     | 參考 夸克族-萌騎士團 | 參考 夸克族-萌騎士團 |

## 精靈族

### 主要角色
| 演員     | 角色名稱 | 人物介紹 | 登場集數                                                                       |
| 林掄元   | 猴塞雷   | - 魔法：精靈三角結、前門後門，大門小門，開/關、精靈鎖鏈、加倍 精靈防衛隊隊長。心地善良，善解人意，非常盡責盡任的男子，起初在反噬鏡裏的世界擔任魔鏡精靈，後來升任精靈族的精靈防衞隊隊長，名字取自粵語“好犀利”（很厲害）的諧音。 第一季 - 受前（幾）任炎之星所托將記憶存取器交給有緣人（烈焱堅尼）。 第四季 - 熇炎困於時空漩渦時，跟熇炎說不要施魔法用海地司保護熇炎。 第五季 - 發現艾格妮絲還活著。 第六季 - 第129集在交誼廳開設了猴塞雷速速到商店，並提供試用品。 - 第130集與艾瑞克到地球出任務，並把猴塞雷速速到商店給瑪堡保管。 - 第133集拿了一些貪吃花給阿肯他們。 - 第140集與谜亚星（实为大甜甜老师）、爓王（实为帕主任）闖進地下水道去救潼恩。 | 11.53-54.56-57.59-64.70-72.74-82.95-99.104-106.116-119.121.129-130.133.140-141 |
| 鄭皓云   | 阿咪果   | - 魔法：精靈三角結(定位、傳送、加倍) 精靈防衛隊隊員。做事不拖拉，遇事冷靜，喜歡做手工。很遵從猴賽雷、蜜諾娃所説的話，另外經常與甲上星鬥嘴。 第四季 - 和猴塞雷與甲上星守護時空結界。不喜歡別人一直模仿她。 | 53-54.56.58-62.64.70-82                                                        |
| 吳政迪   | 甲上星   | - 魔法：精靈三角結(定位、傳送、加倍) 精靈防衛隊隊員。性格搞笑，做事認真，愛吃香蕉。猴塞雷隊長的跟班，平時調皮搗蛋、喜歡捉弄別人，遇到危險時才會變得沉穩。 第四季 - 和猴塞雷與阿咪果守護時空結界。 第五季 - 和蓓塔協助攻擊隕石 - 被黑魔王下幻術並被命令對蘇拉星長老施幻術學習反定位咒 | 53-54.56-64.70-91.94-101.104-112.116-117.119                                   |
| 沈 紅    | 蓓塔     | - 魔法：精靈三角結(定位、傳送、加倍) 精靈防衛隊員。 第五季 - 和甲上星協助攻擊隕石，怕撞上隕石而停止牽引，被甲上星指責 | 83-88.91.106-109                                                               |
| 萱野可芳 | 羅 娜    | 在萌學園：尋找磐古中登場 |                                                                                |

### 友情客串
| 演員   | 角色名稱 | 人物介紹 | 登場集數 |
| 小炳   | B卡索    | 被人家叫為:奇怪拍賣背包客。因為想治好自己的病而遭闇黑大帝利用，因此將輪迴血石帶進要交給他，為了掩飾而在校園販賣魔法物品，卻在最後一刻跟著倒楣圍巾一起賣給哈利波波，之後遭肯荳姬攔截。 | 45       |
| 江驛鏇 | 精 靈    | 時空驛站飲料吧的客人 | 不定期   |
| 余凱正 | 精 靈    | 時空驛站飲料吧的客人 | 不定期   |
| 邱若瑜 | 精 靈    | 時空驛站飲料吧的客人 | 不定期   |
| 范家豪 | 精 靈    | 時空驛站飲料吧的客人 | 不定期   |
| 陳芸祐 | 精 靈    | 時空驛站飲料吧的客人 | 不定期   |
| 鄭宜峰 | 精 靈    | 時空驛站飲料吧的客人 | 不定期   |
| 顏曉筠 | 精 靈    | 時空驛站飲料吧的客人 | 不定期   |

## 索利族
- 宇宙醫療權威

### 主要角色
| 演員   | 角色名稱 | 人物介紹 | 登場集數                                     |
| 花太郎 | 小索長老 | 索利族的小長老，替艾瑞克療傷後，與大索長老一同帶走熇炎。 | 57-59                                        |
| 呂雲保 | 大索長老 | 索利族大長老，替謎亞星療傷後，與小索長老一同帶走熇炎 | 57-59                                        |
| 吳俊諺 | 帝蒂卡   | - 等級：中等部-中級超能力系魔法士。（第四季是初级魔法士） - 魔法：翅影術、翅影之刃、捆捆束縛咒 帝蒂娜的哥哥，在兩百年前的時空裂縫被擅長時空旅行的索利族人收養。兄妹兩人在索利族相依為命，由於以為自己就是索利族人，並不知道自己是夸克族人的事實。 相當疼愛妹妹，不容許看到帝蒂娜被欺負或受委屈，甚至也會為了妹妹而做出不理智的行為。 口頭禪：「這個是什麼？ 」 第四季 - 第29集因帕主任下了驅逐令，被迫離開萌學園，住在畢程大器家。 第五季 - 被強迫離開萌學園後留在夸特諾基地， 當他想回到萌學園時，被卡在夸克魔法快速通道，獲救後駛卷使反衝之後康復。 - 回到萌學園後為了知道萌騎士腦中的地圖和極光族地圖有何關係，因此偷偷找傑西幫忙，最後因啟動極光史記而得到極光之地座標，去到極光之地後用翅影術找帝蒂娜而撞到黑魔王。 - 因瑪雅幅能外洩而受到感染,已經拿去憂石治癒。 - 確定畢成所願是黑魔王後幫忙尋找校園中的魔偷眼。 - 被黑魔王抓走。在25集時和謎亞星一起掉入飄渺空間。目前已和謎亞星回到萌學園。 - 在第26集被傑西打傷，已被去憂石治療痊癒。 - 第27集校園舉辦「我不是夸克人」活動，與帝蒂娜扮演索利族。 - 第32集被陰森女王下了枯葉印記，並被迫上陰森學園的課程，最後中了藤蔓毒。 - 之後陰森女王的能量減弱，因此離開魔幻空間。 - 第35集被闇黑大軍包圍後再次被陰森女王下了枯葉印記。 - 第36集與其他三人一起被關起來，想替思若冰拿藥。第37集被潼恩用月之星駛卷使解除枯葉印記。 第六季 - 回歸索利族。      | 57-71.73-81.85-88.90-102.104-110.112.114-121 |
| 夏宇童 | 帝蒂娜   | - 級等:中等部-高级疗愈系魔法士 - 魔法:魔法119 伤心速速走（修復駛卷使及心灵）、感应能力。 帝蒂卡的妹妹，現任奈亞公主。擁有美麗的容貌，個性優雅，單純善良。有治癒心靈、修復駛卷使的能力。 在兩百年前的時空裂縫被擅長時空旅行的索利族人收養。兄妹兩人在索利族相依為命，由於以為自己就是索利族人，並不知道自己是夸克族人的事實。與謎亞星互相喜歡，是謎亞星的女朋友。 被預言在16歲面臨大劫（成為奈亞公主），把脖子後的圖騰給謎亞星看後才知道自己是奈亞公主，後與萌騎士團幾次殲滅暗黑，並關閉極光封印。也因為成為夸克族史上唯一一個奈亞公主在啓動索雷伊聖劍後仍活著的案例。 口頭彈：「帝蒂卡！你不要鬧了啦！」 第四季 - 把脖子後的圖騰給謎亞星看後才知道自己是奈亞公主。 - 因闇黑大帝需解除奈亞之淚而被抓走，直到肯荳姬攻打闇黑巢穴才被救回。 - 雖對被洗腦後的無言極度厭惡，但因了解他並非自願而仍選擇原諒。 - 在時空裂縫深處與聖劍合一，朝宇宙深處前進。 第五季 - 被黑魔王拘禁，並不斷祈禱萌學園所有人平安 - 極光封印的夸克之鑰 - 109集極光之地大戰後平安回到萌學園並且正式卸任奈亞公主身份 - 最後與眾人騙倒並綁住阿琺為首的闇黑軍團 第六季 - 再次恢復奈亞公主身份回到萌學園與五星對抗闇黑族 - 第141集恢復奈亞公主的身分。 - 第141集成功破壞了結界進入萌學園，與萌騎士打敗闇黑大帝的一戰成功的守護了萌學園，成功阻止闇黑大帝的復活，使萌學園得到了和平。 - 第141集與諾蓓兒整了謎亞星，後到戰情室聯絡一些事情。 | 57-74.76-82.86(回憶).99-114.116-121.141      |

## 極光族

### 主要角色
| 演員   | 角色名稱 | 人物介紹 | 登場集數                                     |
| 溫吉興 | 達諾長老 | - 魔法：清除辐能(咒語：極光生輝，晶瑩閃耀，去除悲傷，憂鬱解除) 極光族的長老，兼清潔溜溜公司負責人。傑西和瑪雅的養父。 擁有清潔溜溜高級魔法 第五季 - 使用解憂草治療被輻能感染的歐趴 - 和瑪雅一起用輻能刺激治療歐趴的駛卷史 - 為了極光族和全宇宙的安全保護好極光封印，擔心別人找到它 - 98集和瑪雅到夸特諾用輻能刺激治療歐趴的駛卷使 - 102集的時候與歐趴合力療癒艾瑞克、謎亞星和爓王所受到的五級感染 - 107集被羅博高等人懷疑是黑魔王的臥底，極度憤怒和失望，決定與黑魔王合作 - 打開極光史記後夸克與極光兩把鑰匙分別飛到帝蒂娜和瑪雅身上 - 因為進行瑪雅的對付黑魔王計畫，把自己身上所有輻能暗算黑魔王，最後跟他同歸於盡        | 89-92.94-109                                 |
| 李博翔 | 傑西     | - 魔法：極力淨，極光雷射，輻能光砲 清潔溜溜公司的清潔員，達諾的養子。 擁有清潔溜溜中級魔法 第五季 - 討厭夸克族，認為他們是自私的種族 - 對於極光族有遠大的抱負，不願意一輩子被其他種族使喚 - 瞞著達諾長老偷偷幫助夸克人尋找極光之地 - 為了想擁有極光星與黑魔王交換條件，幫他尋找極光封印位置 - 108集與黑魔王到萌學園包圍保護蜜諾娃使者的潼恩和帝蒂卡並且用輻能光砲打傷帝蒂卡 - 後被陰森女王俘虜 - 並不會因為達諾長老的犧牲而放棄得到極光星的夢想。 第六季 - 第124集时身穿白袍和卜快老師製造出「心靈鑰匙」放入大軍的體內。 - 第129集和卜快老師偷偷摸摸的到校長室找復活石。 - 第131集從卜快老師那邊拿了靈石探針要找出復活石。 | 89-92.94-117.119-121.125-125.129.131-132.141 |
| 邵雨薇 | 瑪雅     | - 魔法：極力淨 - 清潔溜溜公司的清潔員，達諾的養女，對歐趴有好感。 擁有清潔溜溜初級魔法（106集前）→高級魔法（106集後） 第五季 - 98集與達諾長老一起用輻能刺激治療歐趴的駛卷史 - 100集在清潔溜溜被黑魔王打成重傷，體內輻能外洩 - 為了防止繼續輻能外洩而被陶喜兒冰封 - 101集意外被解除冰封，在萌學園到處走動，引起輻能大恐慌，直到達諾長老和傑西趕到才被穩定住 - 106集被傑西私下向黑魔王透露有高級清潔魔法而被黑魔王抓走 - 極光封印的極光之鑰 - 想到方法對付黑魔王，也相信達諾長老不是真心要幫助黑魔王 - 被陰森女王俘虜 | 84-93.95-98.100-117.119-121                  |

## 人類

### 友情客串
| 演員   | 角色名稱     | 人物介紹                                                         | 登場集數       |
| 張以琳 | 瑪莉雅       | 小時候在修道園照顧堅尼的修女。                                   | 1.3            |
| 小小彬 | 小小彬       | 來到夸特諾遊玩的男孩，因亂玩古狗而使魔磁能源棒過熱導致無法使用。 | 83-85          |
| 迷你彬 | 迷你彬       | 來到夸特諾遊玩的男孩，因亂玩古狗而使魔磁能源棒過熱導致無法使用   | 83-85          |
| 盧雪   | 陶喜兒的母親 | 出现在陶格與黑魔王回忆裡的年轻女性。                             | 104(回憶)、126 |

## 其他
| 演員   | 角色名稱 | 人物介紹                 | 登場集數 |
| 林朝盟 | 拳賽評審 | 拳霸與艾瑞克對決時的評審 | 9        |
| 邱俊凱 | 拳擊手   | 謎亞星遊戲裡的人物       | 3        |

## 外部連結
- 萌學園官網 （页面存档备份，存于）
- 萌學園官方的Facebook專頁
- YouTube上的萌學園官方頻道